# Lista do Património Mundial na Europa
A Região Europa e América do Norte assim determinada geograficamente pelo Comitê do Patrimônio Mundial - (WHC - World Heritage Convention) órgão executivo da UNESCO (acrônimo de United Nations Educational, Scientific and Cultural Organization) (Organização das Nações Unidas para a Educação, a Ciência e a Cultura) da ONU, inclui 492 sítios na Região Europa e América do Norte à Lista do Patrimônio Mundial distribuídos em cinquenta (50) países (denominados de "state parties"), pois todos são signatários da Convenção para a Proteção do Patrimônio Mundial, Cultural e Natural (lista atualizada após a realização da 39ª sessão anual do Comitê do Patrimônio Mundial - 28 de junho a 8 de julho de 2015 - Bonn, Alemanha  e assim reconhecendo, determinando que estes sítios são de: 'Excepcional e inigualável importância para a humanidade. Obrigando-se que seja fundamental a preservação do seu Patrimônio Cultural e/ou Patrimônio Natural'. O reconhecimento e inclusão de um sítio na Lista do Patrimônio Mundial da UNESCO é de responsabilidade do Comitê do Patrimônio Mundial. 
Em 2015 a lista mundial incluía 1 031 sítios distribuídos em 163 países.
Os mais de 500 sítios localizados na Região Europa e América do Norte, dentro dos critérios da WHC (World Heritage Convention) estão assim homologados: 420 culturais, 62 naturais e  dez (10) mistos (o sítio contém elementos que o enquadra tanto nos critérios culturais como nos naturais). Do total (492 sítios), vinte e dois (22) são transfronteiriços (sua área ou região se distribui por dois ou mais países) e cinco (5) sítios estão incluídos na Lista do Patrimônio Mundial em Perigo.
Segue abaixo a relação dos países que integram a Região Europa e América do Norte e os seus sítios listados como Patrimônio Mundial. Indica-se o ano em que o sítio foi homologado e foi integrado na Lista do Patrimônio Mundial:

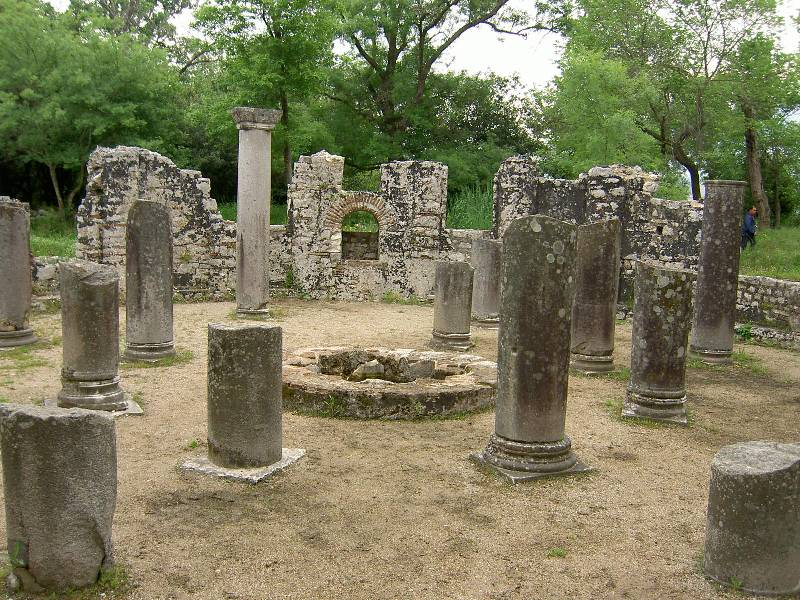
Albânia: Restos de uma capela baptismal em Butroto

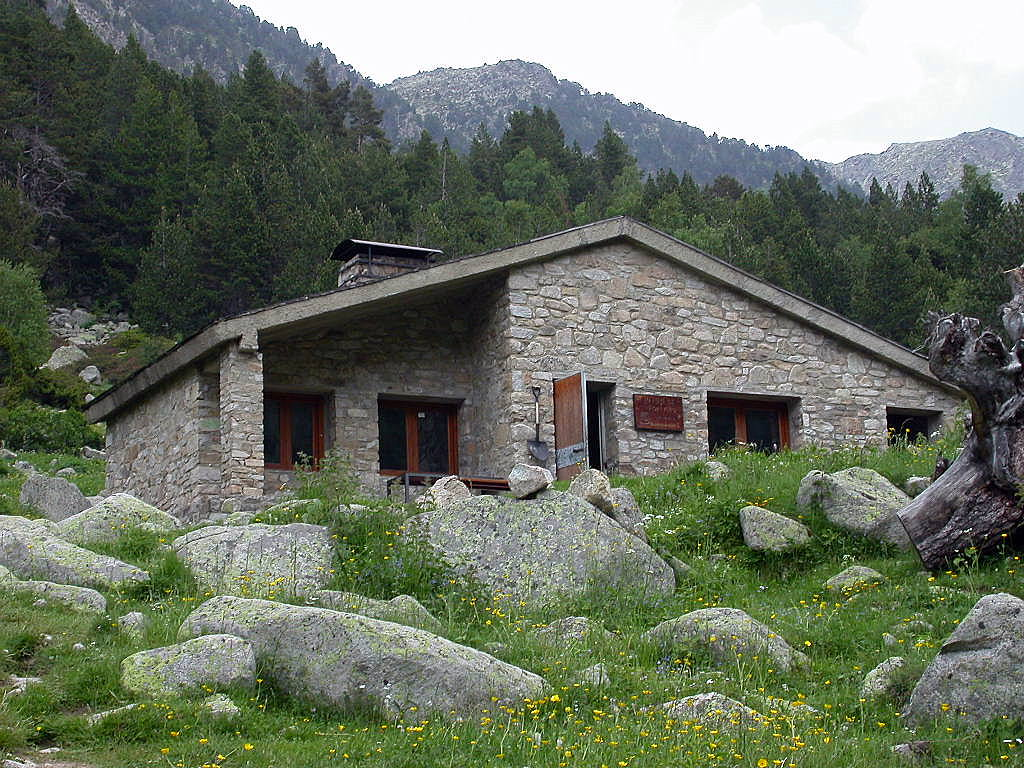
Andorra: Uma das casas do vale Madriu-Perafita-Claror

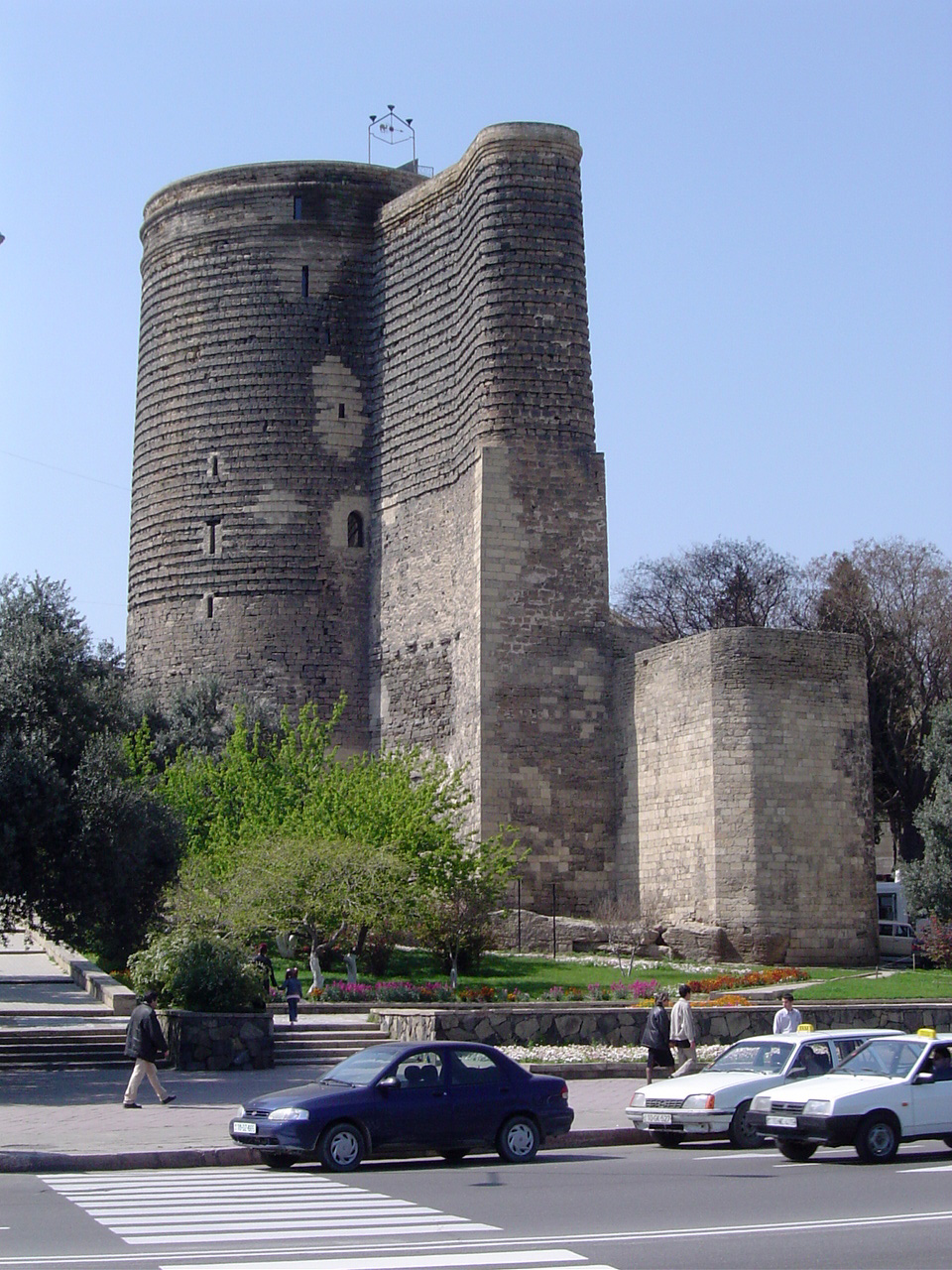
Azerbaijão: Torre da Donzela

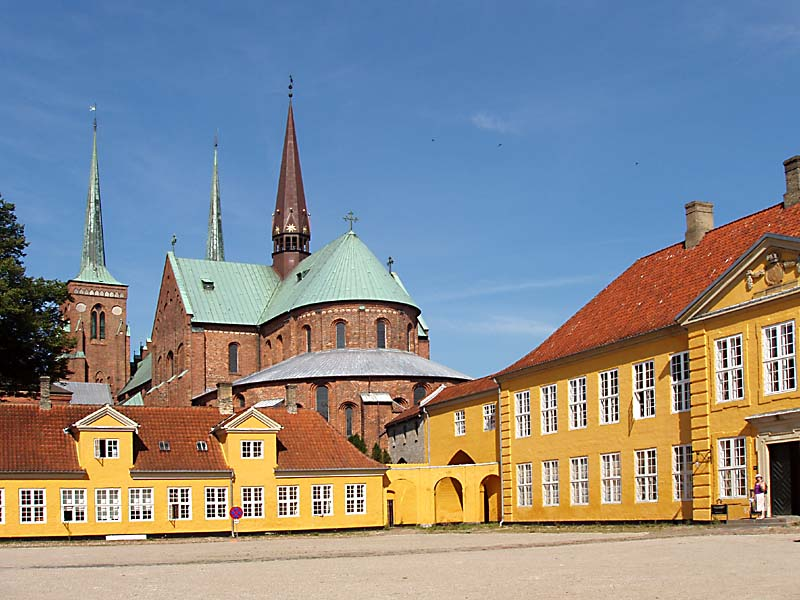
Dinamarca: Catedral de Roskilde

## Albânia
- Butrint (1992, 1999, 2007)
- Centros Históricos de Berati e Gjirokastër (2005, 2008)
- Região Natural, Histórica e Cultural de Ócrida (est. 2019) (sítio transfronteiriço com a Macedónia do Norte)

## Alemanha
- Catedral de Aachen (1978)
- Catedral de Speyer (1981)

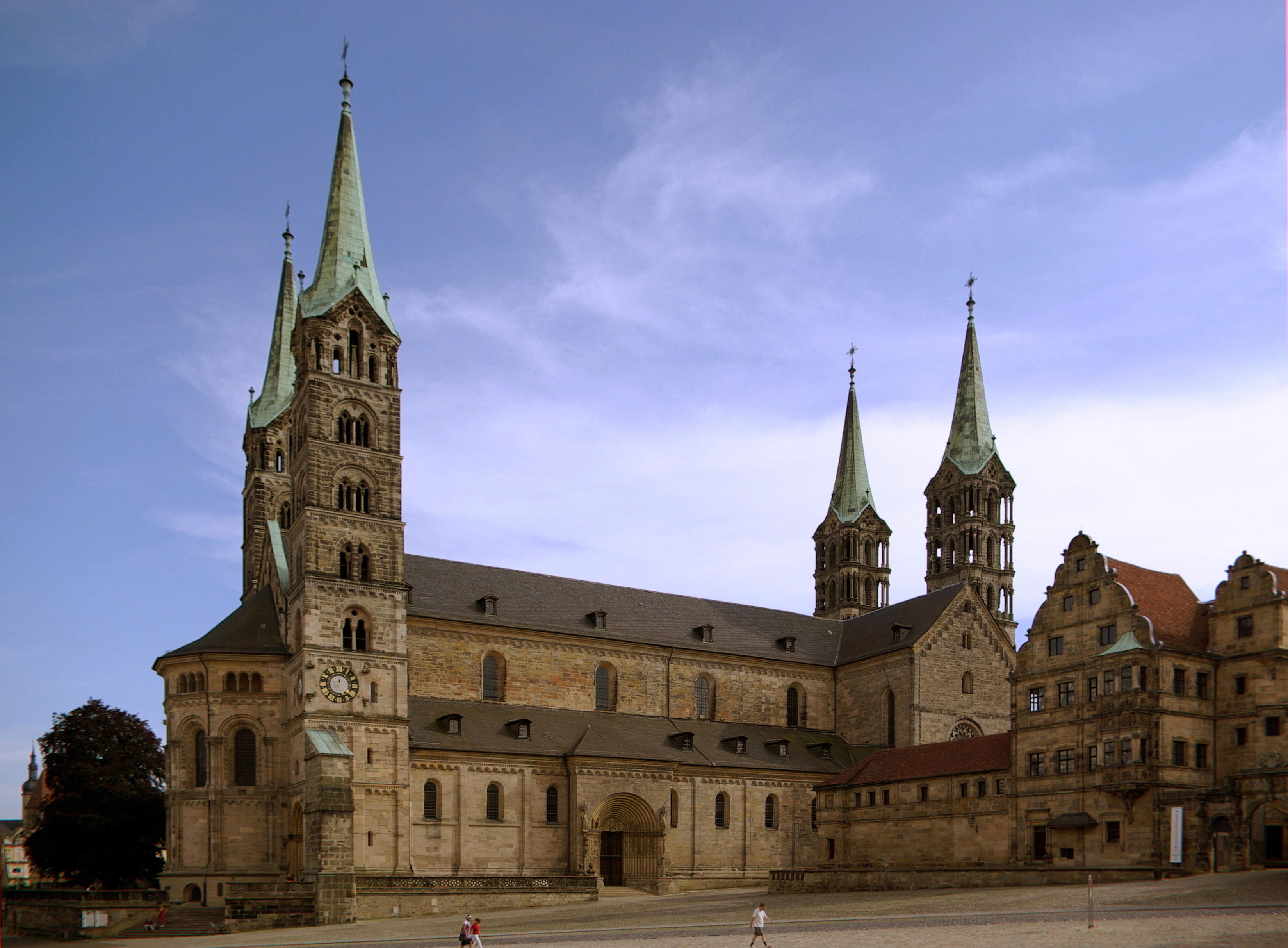
Alemanha: Uma catedral da Cidade Histórica de Bamberga

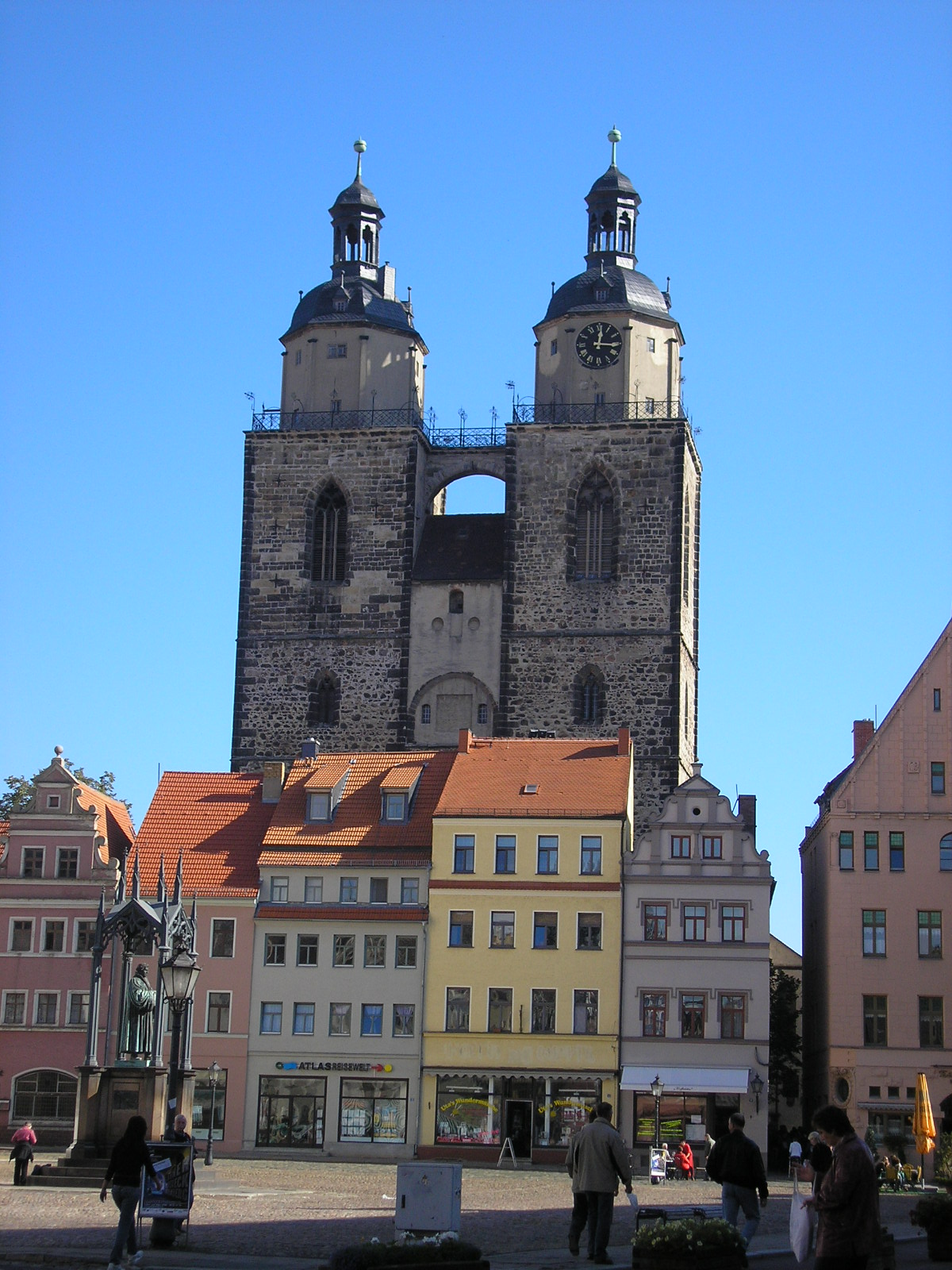
Alemanha: Igreja em Vitemberga no patrimônio Memoriais a Lutero em Eisleben e Wittenberg

- Residência de Wurzburgo com os jardins da Corte e a praça da Residência (1981, 2001)
- Igreja de Peregrinação de Wies (1983)
- Castelos de Augustusburg e de Falkenlust em Brühl (1984)
- Catedral de Santa Maria e Igreja de São Miguel em Hildesheim (1985)
- Monumentos Românicos, Catedral de São Pedro e Igreja de Nossa Senhora, Trier (1986)
- Cidade Hanseática de Lübeck (1987)
- Fronteiras do Império Romano (1987, 2005, 2008) (sítio internacional com o Reino Unido)
- Palácios e parques de Potsdam e Berlim (1990, 1992, 1999)
- Abadia e Altenmünster de Lorsch (1991)
- Minas de Rammelsberg, Cidade Histórica de Goslar e Reservatório de Água do Oberhartz (1992)
- Complexo do Mosteiro de Maulbronn (1993)
- Cidade Histórica de Bamberga (1993)
- Igreja da Colegiada, Castelo e Centro Histórico de Quedlimburgo (1994)
- Siderurgia de Völklingen (1994)
- Sítio fossilífero de Messel (1995)
- Catedral de Colônia (1996)
- Bauhaus e seus sítios em Weimar e Dessau (1996)
- Memoriais a Lutero em Eisleben e Wittenberg (1996)
- Weimar Clássica (1998)
- Ilha dos Museus, Berlim (1999)
- Castelo de Wartburg (1999)
- Reino dos Jardins de Dessau-Wörlitz (2000)
- Ilha de Reichenau (2000)
- Complexo Industrial da Mina de Carvão de Zollverein em Essen (2001)
- Vale do Alto Médio Reno (2002)
- Centros Históricos de Stralsund e Wismar (2002)
- Câmara Municipal e estátua de Rolando no Mercado de Bremen (2004)
- Parque Muskauer-Muzakowski (2004) (sítio transfronteiriço com a Polónia)
- Cidade Antiga de Ratisbona com Stadtamhof (2006)
- Propriedades residenciais modernistas de Berlim (2008)
- Mar de Wadden (2009) (sítio transfronteiriço dividido com os Países Baixos)
- Fábrica Fagus em Alfeld (2011)
- Sítios palafíticos pré-históricos em redor dos Alpes (2011) (sítio internacional em 6 países)
- Casa da Ópera Margrave de Bayreuth (2012)
- Bergpark Wilhelmshöhe (2013)
- Westwerk Carolíngea e Civitas de Corvey (2014)
- Speicherstadt, Kontorhausviertel e Chilehaus, em Hamburgo (2015)
- O Trabalho Arquitetônico de Le Corbusier, uma Contribuição Impressionante para o Movimento Moderno (2016)  (sítio internacional em sete países)
  - (Vale do Rio Elba em Dresden (2004 a 2009) – retirado da lista em 2009)
- Grutas e Arte da Idade do Gelo em Swabian Jura (2017)
- Complexo arqueológico de Hedeby e Danevirke (2018)[9]
- Catedral de Naumburg (2018)[9]
- Região Mineira de Erzgebirge/Krušnohoří (2019) (sítio transfronteiriço com a Chéquia)
- Sistema de gestão da água de Augsburgo (2019)

## Andorra
- Vale Madriu-Perafita-Claror (2004)

## Armênia
- Mosteiros de Haghpat e Sanahin (2000)
- Catedral e Igrejas de Echemiazim e Sítio Arqueológico de Zvartnots (1996,2000)
- Mosteiro de Guelarde e Vale Superior do Azate (2000)

## Áustria

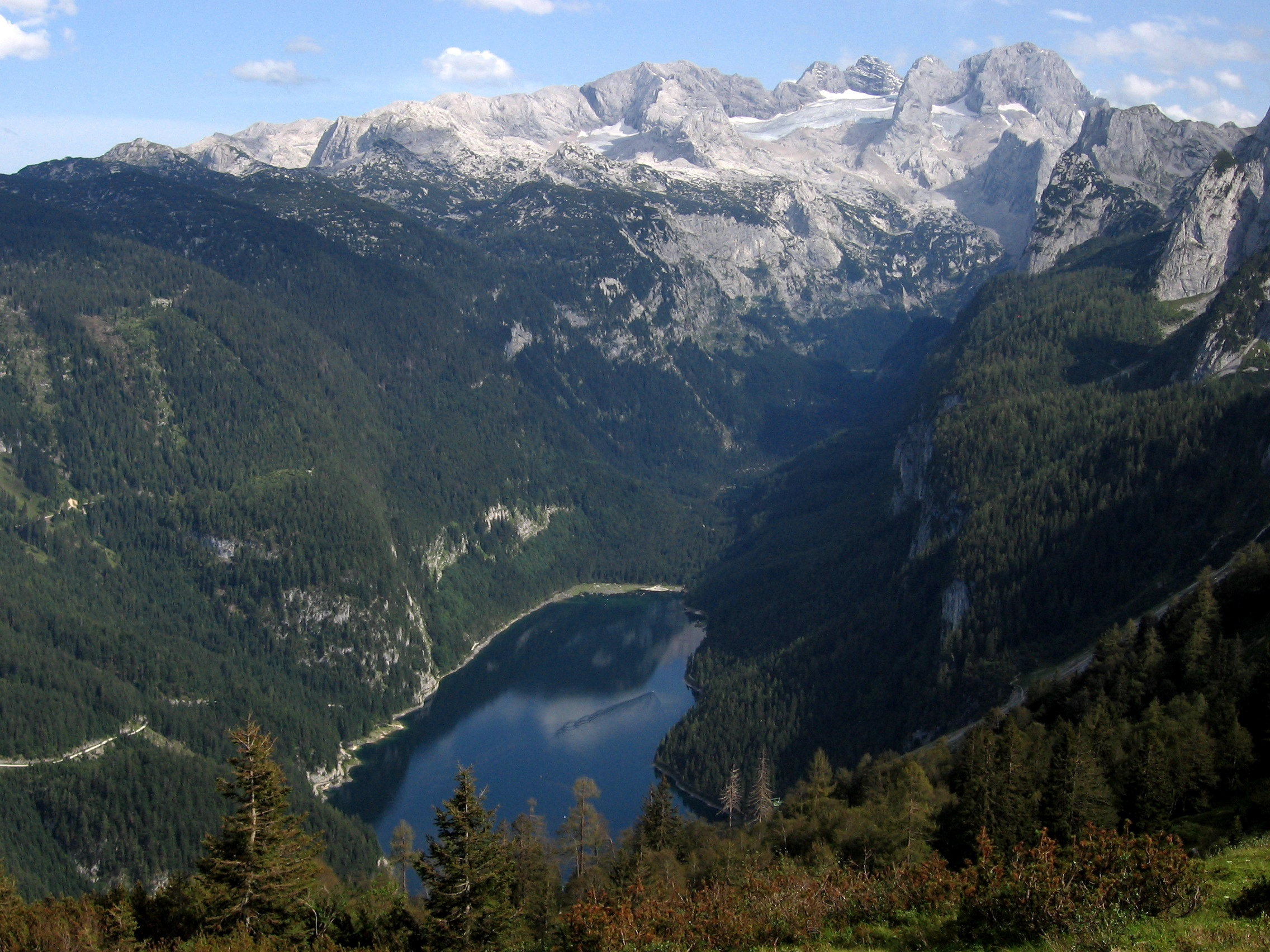
Áustria: Paisagem Cultural de Hallstatt-Dachstein, Salzkammergut

- Centro Histórico da Cidade de Salzburgo (1996)
- Palácio e Jardins de Schönbrunn (1996)
- Paisagem Cultural de Hallstatt-Dachstein, Salzkammergut (1997)
- Via Férrea de Semmering (1998)
- Centro Histórico da Cidade de Graz (1999)
- Paisagem Cultural de Wachau (2000)
- Paisagem Cultural de Fertö/Neusiedlersee (2001) (sítio transfronteiriço com a Hungria)
- Centro Histórico de Viena (2001)
- Sítios palafíticos pré-históricos em redor dos Alpes (2011) (sítio internacional em 6 países)

## Azerbaijão
- Cidade Fortificada de Baku com o Palácio dos xás de Xirvão e a Torre da Donzela (2000)
- Paisagem Cultural de Arte Rupestre de Gobustán (2007)
- Centro histórico de Sheki e palácio do cã (2019)

## Bélgica
- Beguinarias Flamengas (1998)

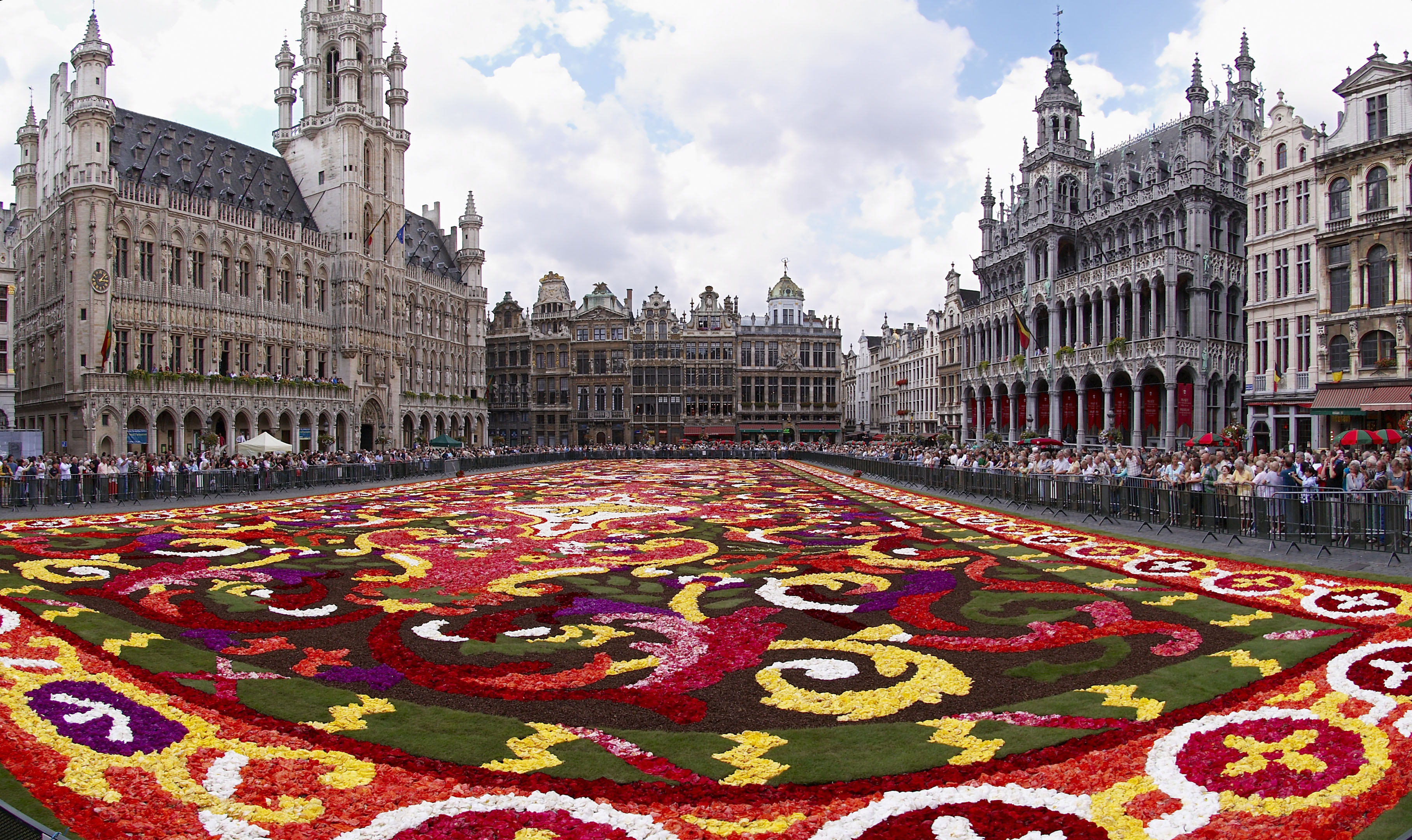
Bélgica: Grand-Place de Bruxelas

- Elevadores do Canal do Centro (Hainault) (1998)
- Grand-Place de Bruxelas (1998)
- Campanários da Bélgica e da França (1999, 2005) (sítio transfronteiriço com a França)
- Lista das principais construções de Victor Horta (Bruxelas) (2000)
- Minas Neolíticas de Silex de Spiennes (Mons) (2000)
- Catedral de Nossa Senhora de Tournai (2000)
- Centro Histórico de Bruges (2000)
- Museu Plantin-Moretus (2005)
- Casa Stoclet (2009)
- Principais sítios mineiros da Valónia (2012)
- O Trabalho Arquitetônico de Le Corbusier, uma Contribuição Impressionante para o Movimento Moderno (2016)  (sítio internacional em sete países)

## Bielorrússia
- Parque Nacional Białowieża / Belovezhskaya Pushcha (1979, 1992) (sítio transfronteiriço com a Polônia)
- Complexo do Castelo de Mir (2000)
- Complexo Arquitectónico, Residencial e Cultural da Família Radziwill em Nesvizh (2005)
- Arco Geodésico de Struve (2005) (sítio internacional em dez países)

## Bósnia e Herzegovina
- Ponte Velha do Centro Histórico de Mostar (2005)
- Ponte Mehmed Paša Sokolović de Višegrad (2007)
- Cemitério de tumbas medievais Stécci (2016) (sítio internacional em 4 países)

## Bulgária
- Igreja de Boiana (1979)
- Cavaleiro de Madara (1979)
- Túmulo Trácio de Kazanlak (1979)

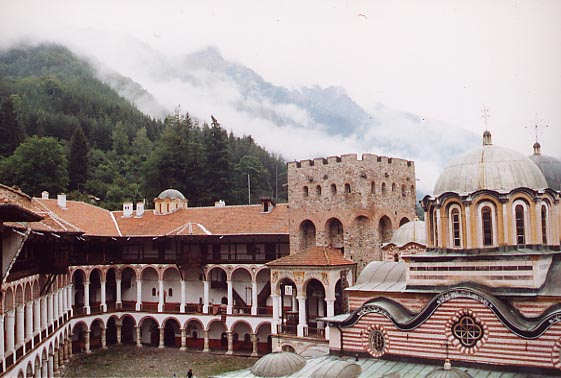
Bulgária - Mosteiro de Rila

- Igrejas Rupestres de Ivanovo (1979)
- Mosteiro de Rila (1983)
- Cidade Antiga de Nessebar (1983)
- Reserva Natural de Srebarna (1983)
- Parque Nacional de Pirin (1983)
- Túmulo Trácio de Sveshtari (1985)

## Chéquia
- Centro Histórico de Praga (1992)

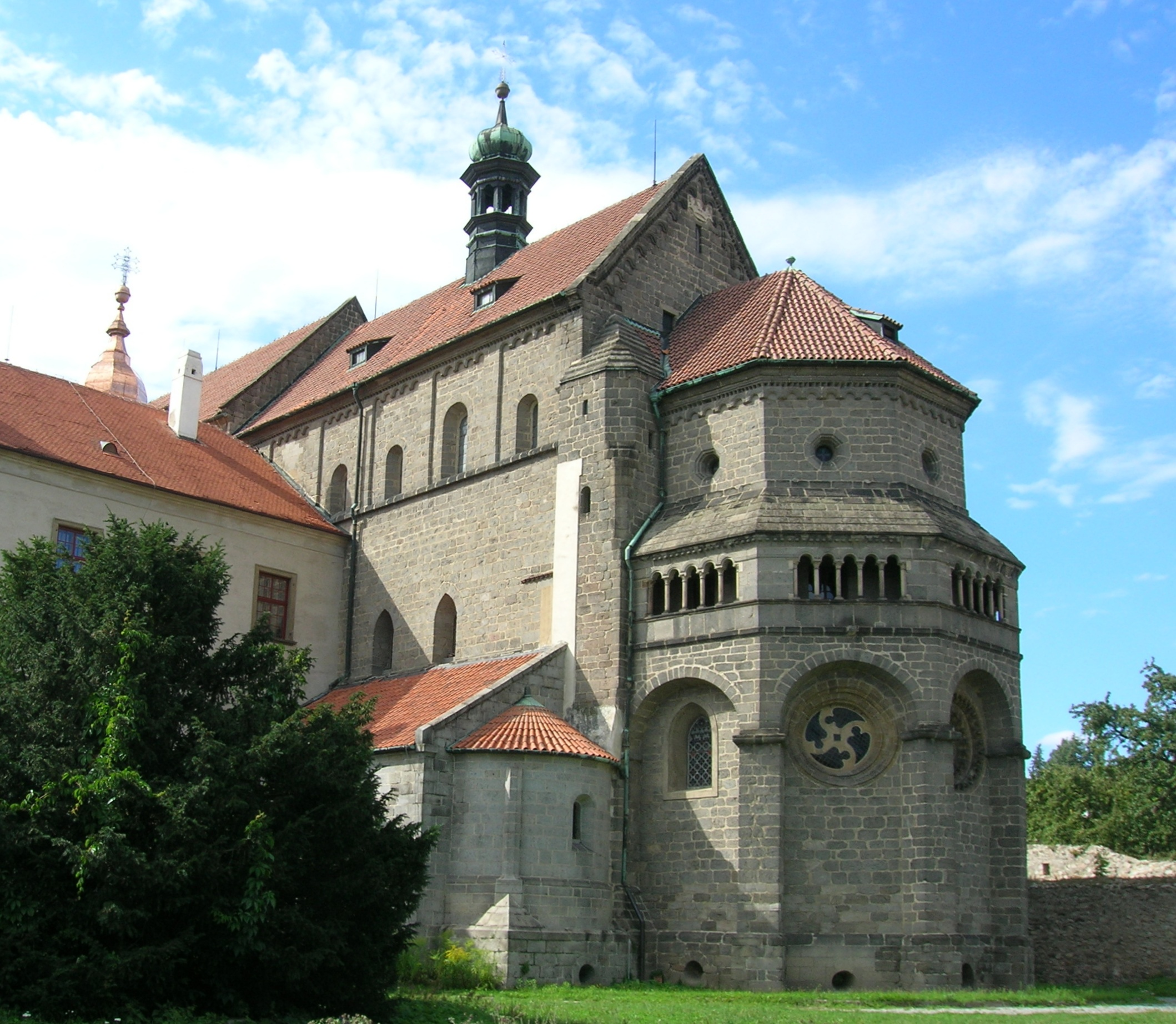
Basílica de São Procópio em Třebíc

- Centro Histórico de Český Krumlov (1992)
- Centro Histórico de Telč (1992)
- Igreja de Peregrinação de São João Nepomuceno em Zelená Hora (1994)
- Kutná Hora: Centro Histórico com a Igreja de Santa Bárbara e a Catedral de Nossa Senhora em Sedlec (1995)
- Paisagem Cultural de Lednice-Valtice (1996)
- Jardins e Castelo de Kroměříž (1998)
- Reserva da Aldeia Histórica de Holašovice (1998)
- Castelo de Litomyšl (1999)
- Coluna da Santíssima Trindade em Olomouc (2000)
- Vila Tugendhat em Brno (2001)
- Bairro Judeu e Basílica de São Procópio em Třebíc (2003)
- Região Mineira de Erzgebirge/Krušnohoří (2019) (sítio transfronteiriço com a Alemanha)

## Chipre
- Pafos (1980)
- Igrejas Pintadas na Região de Troodos (1985, 2001)
- Choirokoitia (1998)

## Croácia

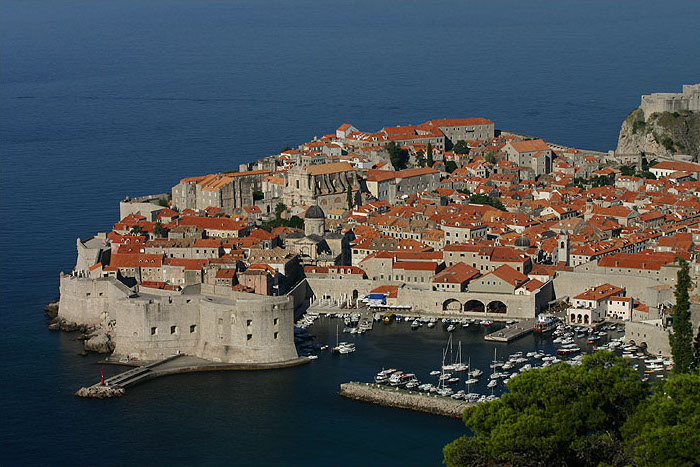
Croácia - Dubrovnik

- Núcleo Histórico de Split com o Palácio de Diocleciano (1979)
- Parque Nacional Plitvice (1979, 2000)
- Cidade Antiga de Dubrovnik (1979, 1994)
- Conjunto Episcopal da Basílica Eufrasiana no Centro Histórico de Porec (1997)
- Cidade Histórica de Trogir (1997)
- Catedral de Santiago de Šibenik (2000)
- Planície de Stari Grad (2008)
- Cemitério de tumbas medievais Stécci (2016) (sítio internacional em 4 países)
- Obras venezianas de defesa dos séculos XV a XVII: Stato da Terra – Stato da Mar ocidental (2017) (sítio internacional em 3 países)

## Dinamarca
- Túmulos, Pedras Rúnicas e Igreja de Jelling (1994)
- Catedral de Roskilde (1995)
- Castelo de Kronborg (2000)
- Fiorde de Ilulissat (2004)
- Stevns Klint (2014)
- Christiansfeld, uma colónia da igreja moraviana (2015)
- Paisagem de caça par force no norte da Zelândia (2015)
- Kujataa, Gronelândia: Cultivo Nórdico e Inuit à beira da calota de gelo (2017)
- Aasivissuit, Nipisat: Território de caça Inuit entre gelo e mar (2018)[9]

## Eslováquia
- Banská Štiavnica (1993)

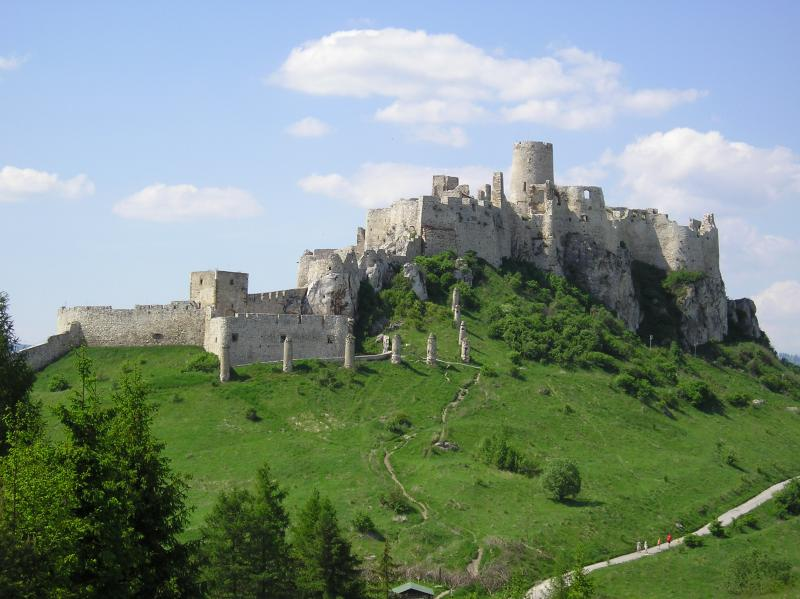
Eslováquia - Castelo de Spiš

- Castelo de Spiš e seus monumentos culturais associados (1993); extensão ao Centro Histórico de Levoča (2009)
- Vlkolínec (1993)
- Grutas Cársicas de Aggtelek e da Eslováquia (1995, 2000) (sítio transfronteiriço com a Hungria)
- Reserva de Conservação da Cidade de Bardejov (2000)
- Florestas Primárias de Faia dos Cárpatos (2007) (sítio transfronteiriço com a Ucrânia)
- Igrejas de Madeira dos na parte eslovaca dos Montes Cárpatos (2008)

## Eslovénia
- Grutas de Škocjan (1986)
- Sítios palafíticos pré-históricos em redor dos Alpes (2011) (sítio internacional em 6 países)
- Património do mercúrio. Almadén e Idrija (2012) (sítio transfronteiriço com a Espanha)

## Espanha

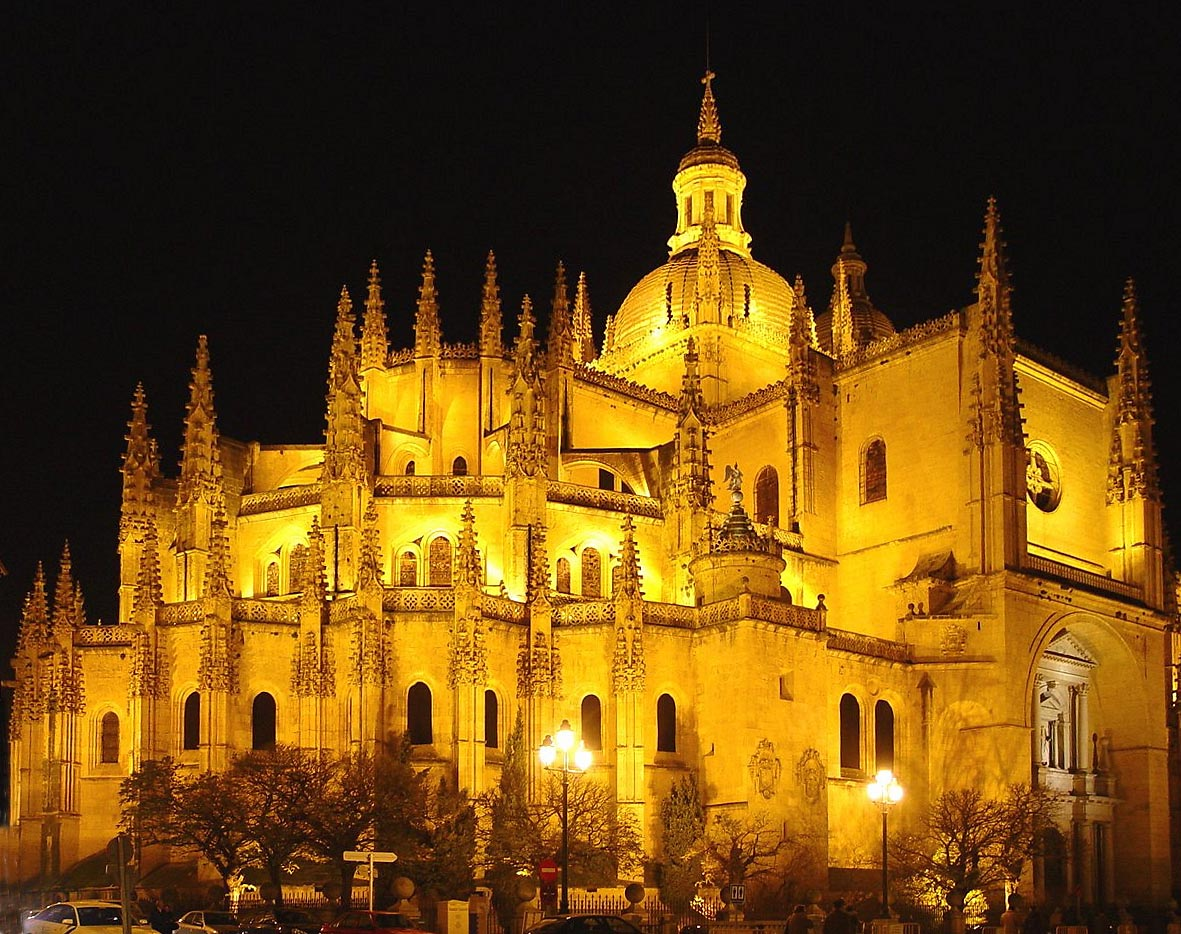
Espanha - Catedral de Segóvia

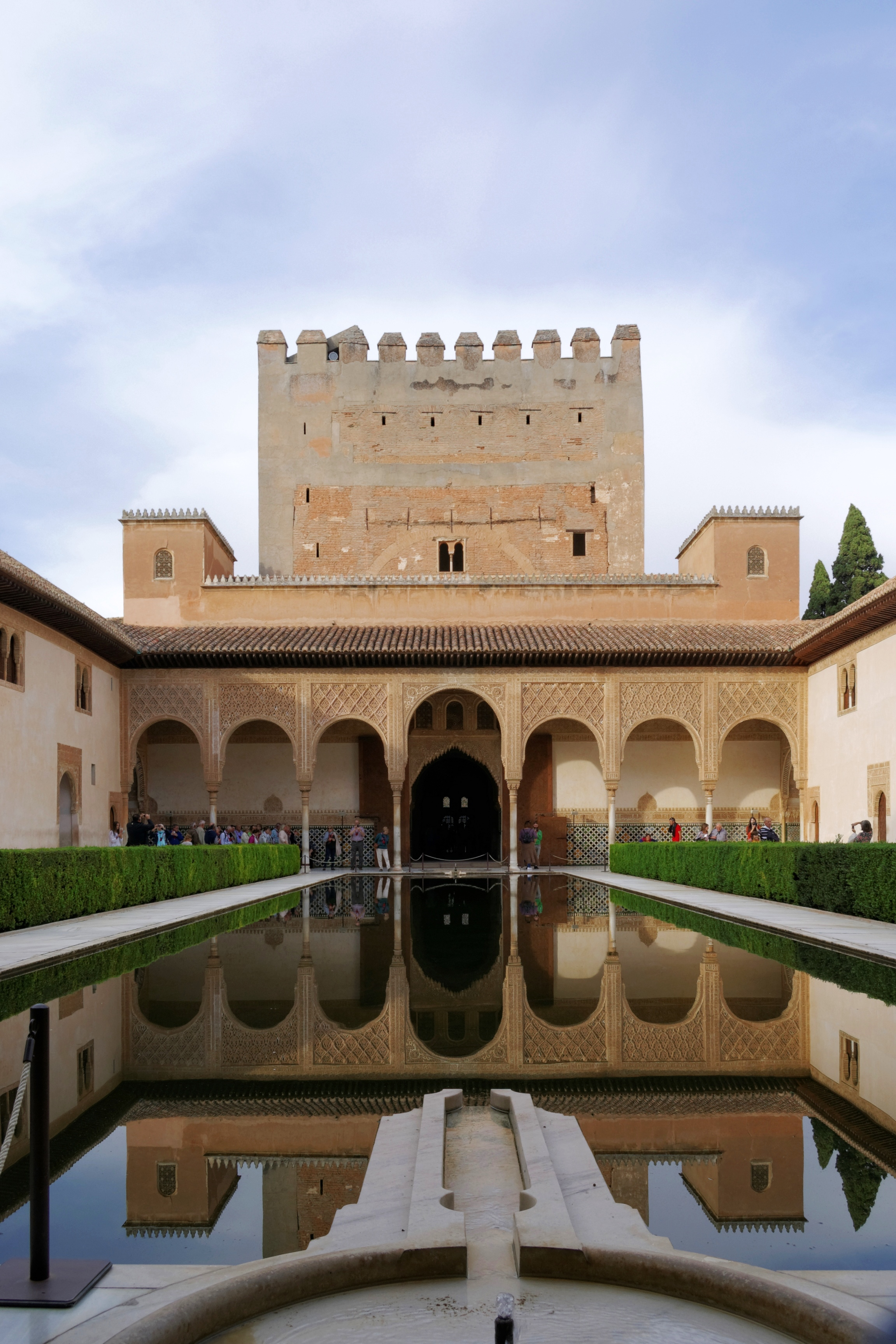
Espanha - Alhambra

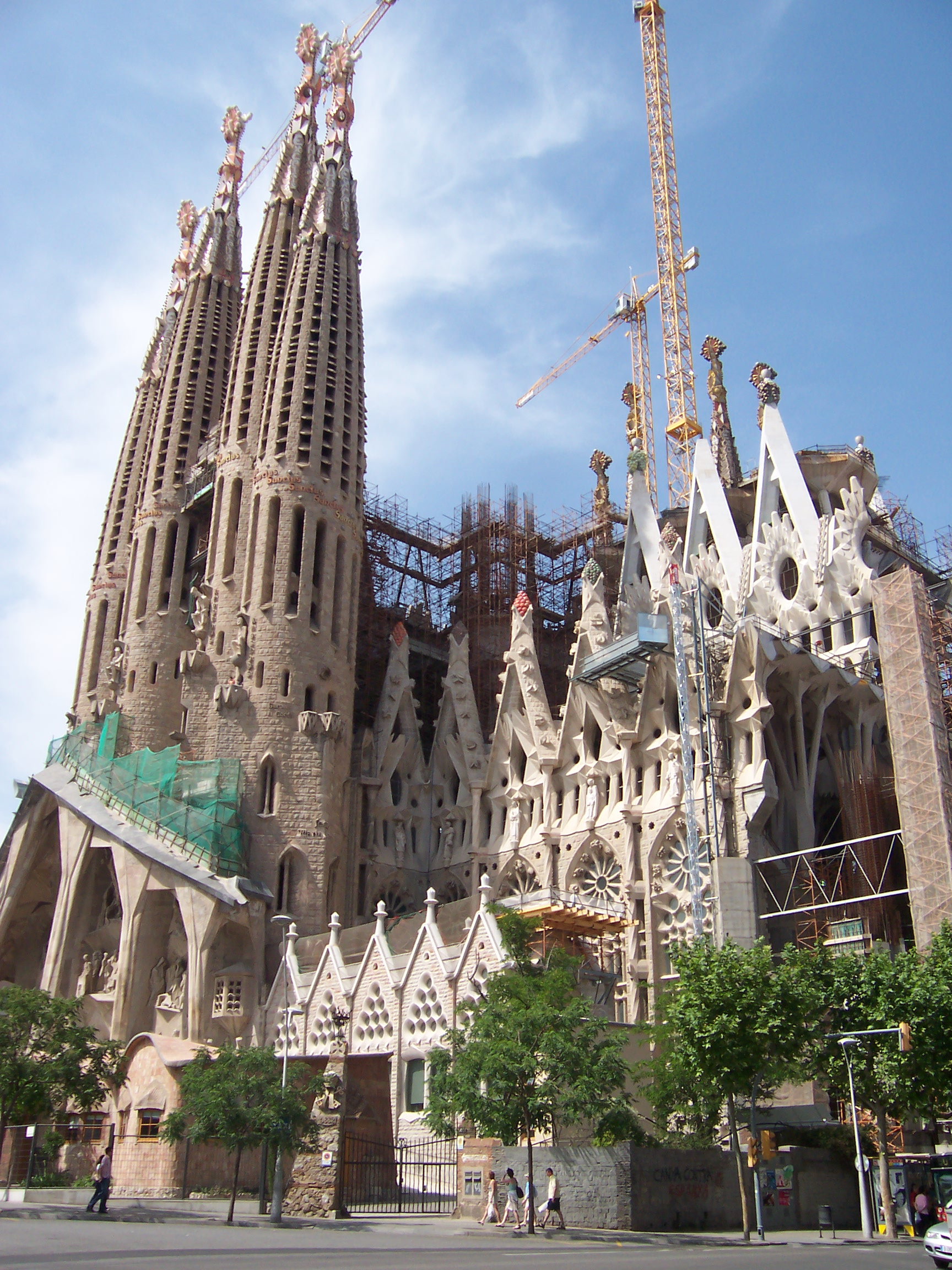
Espanha - Obras de Antoni Gaudí - Igreja da Sagrada Família

- Alhambra, Generalife e Albaicín, Granada (1984, 1994)
- Catedral de Burgos (1984)
- Centro Histórico de Córdova (1984, 1994)
- Mosteiro e Sítio do Escorial (1984)
- Obras de Antoni Gaudí (1984, 2005)
- Caverna de Altamira e Arte rupestre paleolítica do Norte da Espanha (1985, 2008)
- Monumentos de Oviedo e do Reino das Astúrias (1985, 1998)
- Cidade Antiga de Ávila com suas Igrejas Extra-muros (1985)
- Cidade antiga de Santiago de Compostela (1985)
- Cidade Antiga de Segóvia e seu Aqueduto (1985)
- Arquitetura Mudéjar de Aragão (1986, 2001)
- Cidade Antiga de Cáceres (1986)
- Cidade Histórica de Toledo (1986)
- Parque Nacional de Garajonay (1986)
- Catedral, Alcazar e Arquivo das Índias em Sevilha (1987)
- Cidade Antiga de Salamanca (1988)
- Mosteiro de Poblet (1991)
- Caminho de Santiago de Compostela (1993, estendido em 2015)
- Conjunto Arqueológico de Mérida (1993)
- Mosteiro Real de Santa Maria de Guadalupe (1993)
- Parque Nacional de Doñana (1994)
- Bolsa da Seda de Valência (1996)
- Cidade Histórica Fortificada de Cuenca (1996)
- Las Médulas (1997)
- Mosteiros de San Millán de Yuso e de Suso (1997)
- Palácio da Música Catalã e Hospital de Sant Pau, Barcelona (1997)
- Pirenéus - Monte Perdido (1997, 1999) (sítio transfronteiriço com a França)
- Arte rupestre da Bacia Mediterrânica da Península Ibérica (1998)
- Universidade e Bairro Histórico de Alcalá de Henares (1998)
- Ibiza, Biodiversidade e Cultura (1999)
- San Cristóbal de La Laguna (1999)
- Igrejas Românicas Catalãs do Vall de Boí (2000)
- Conjunto Arqueológico de Tarraco (2000)
- Palmeiral de Elche (2000)
- Muralhas Romanas de Lugo (2000)
- Sítio Arqueológico de Atapuerca (2000)
- Paisagem Cultural de Aranjuez (2001)
- Conjuntos Monumentais Renascentistas de Úbeda e Baeza (2003)
- Ponte da Biscaia (2006)
- Parque Nacional do Teide (2007)
- Torre de Hércules (2009)
- Paisagem Cultural da Serra de Tramuntana (2011)
- Património do mercúrio. Almadén e Idrija (2012) (sítio transfronteiriço com a Eslovénia)
- Conjunto Arqueológico dos Dólmens de Antequera (Dólmen de Menga, Dólmen de Viera e Dólmen El Romeral) (2016)
- Medina Azhara (2018)[9]
- Paisagem cultural do Risco Caído e montanhas sagradas da Grã Canária (2019)

## Estónia
- Centro Histórico de Tallinn (1997)
- Arco Geodésico de Struve (2005) (sítio internacional em dez países)

## Finlândia
- Rauma Antiga (1991)
- Fortaleza de Suomenlinna (1991)

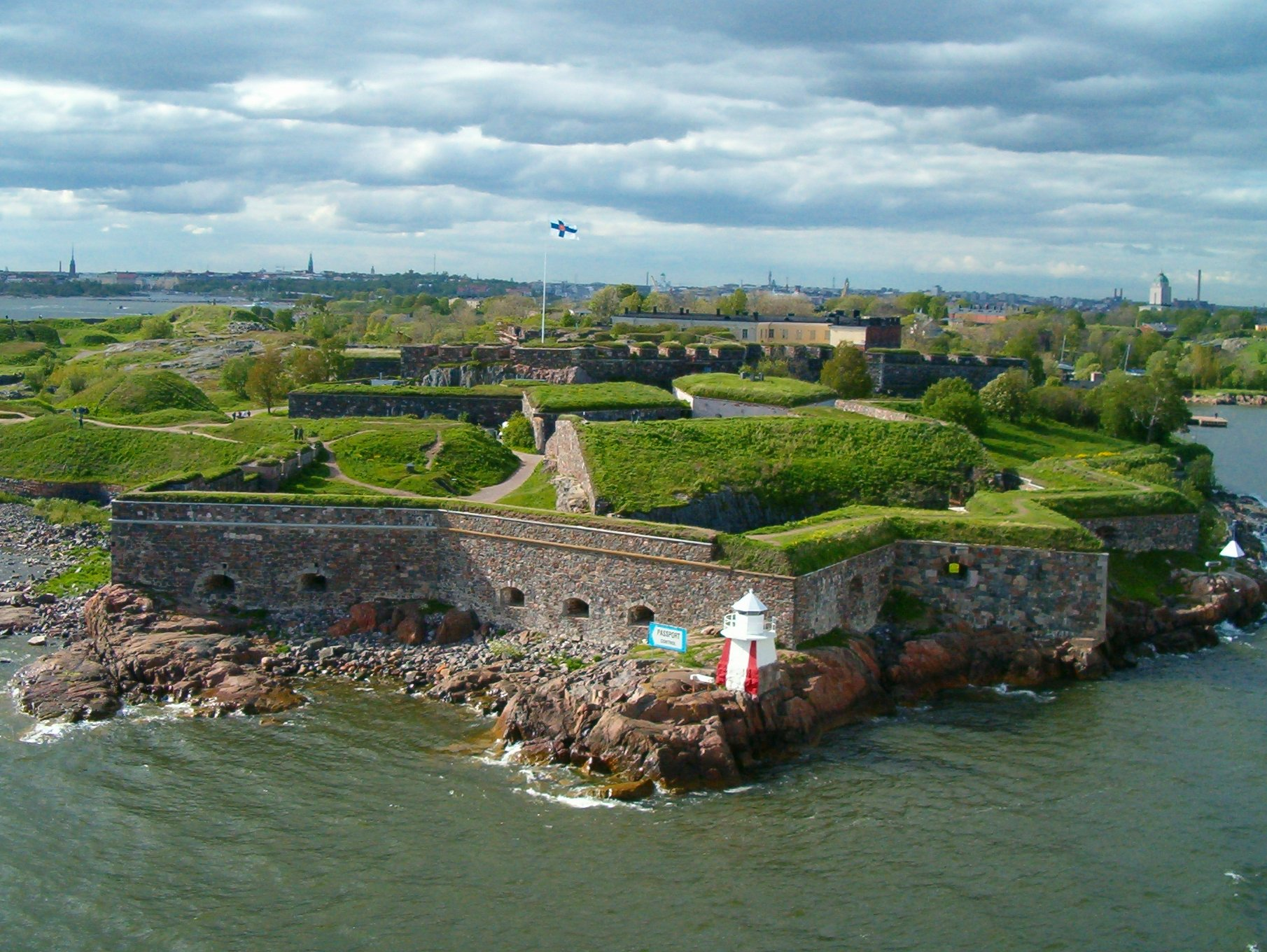
Finlândia - Fortaleza de Suomenlinna

- Igreja Antiga de Petäjävesi (1994)
- Fábrica de Madeira e Cartão de Verla (1996)
- Sitío Funerário da Idade do Bronze de Sammallahdenmäki (1999)
- Arco Geodésico de Struve (2005) (sítio internacional em dez países)
- Costa Alta e Arquipélago Kvarken (2000, 2006) (sítio transfronteiriço com a Suécia)

## França

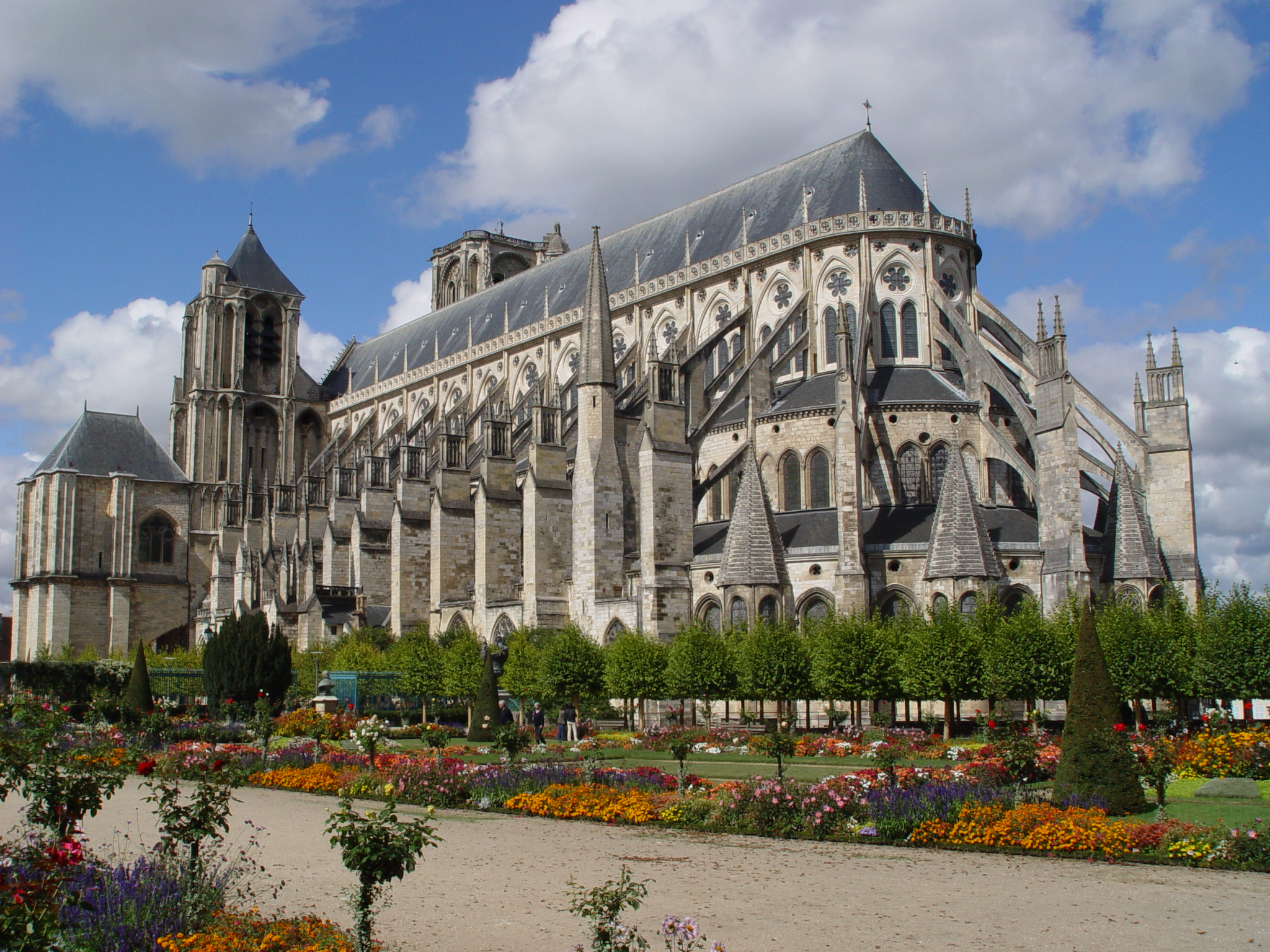
França - Catedral de Bourges

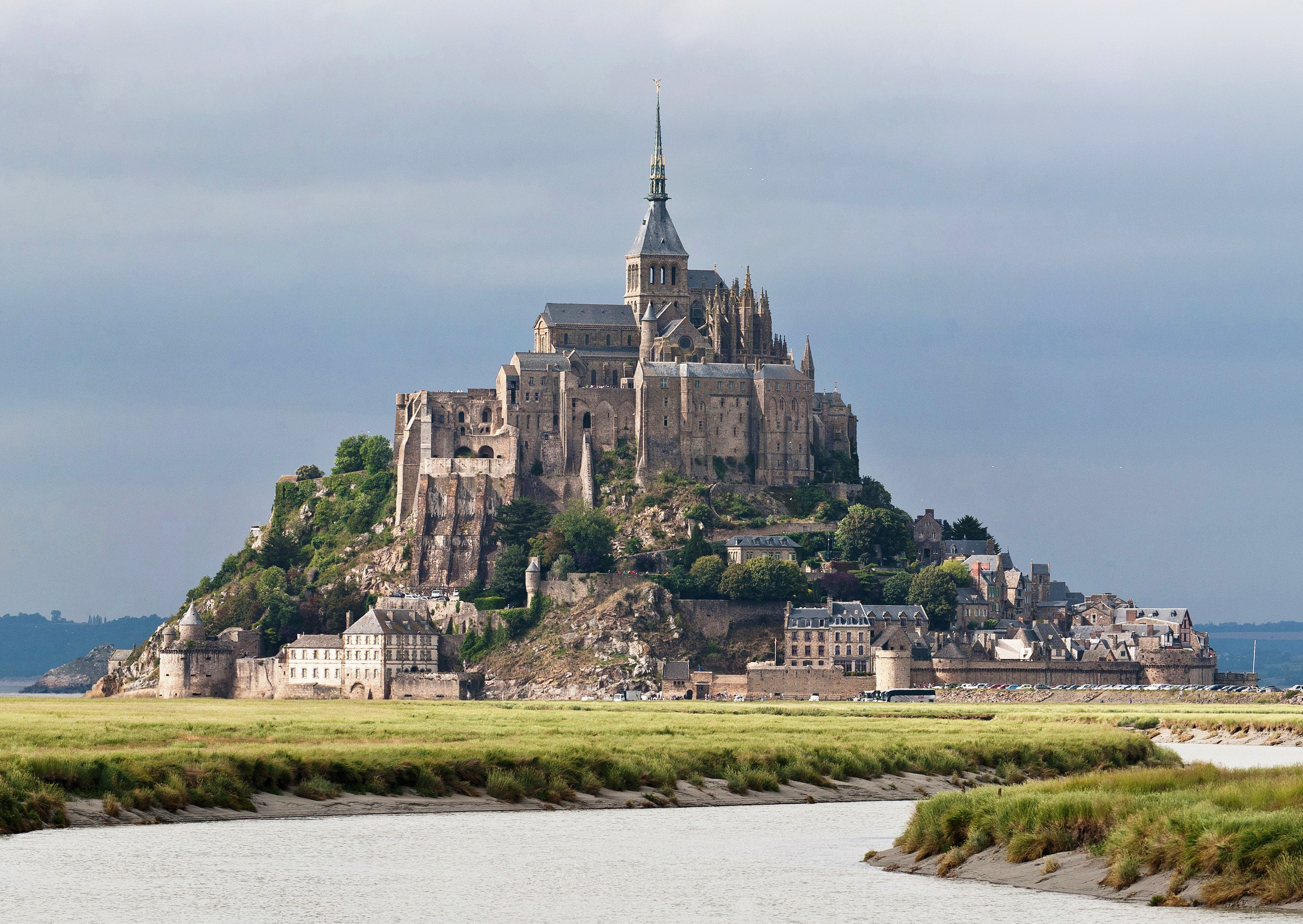
França - Mont-Saint-Michel

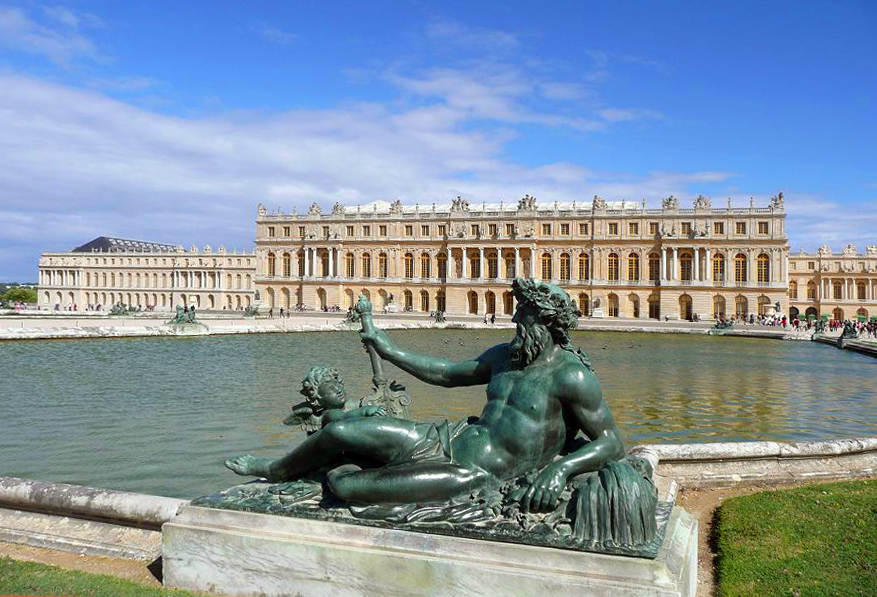
França - Fachada do Palácio de Versalhes

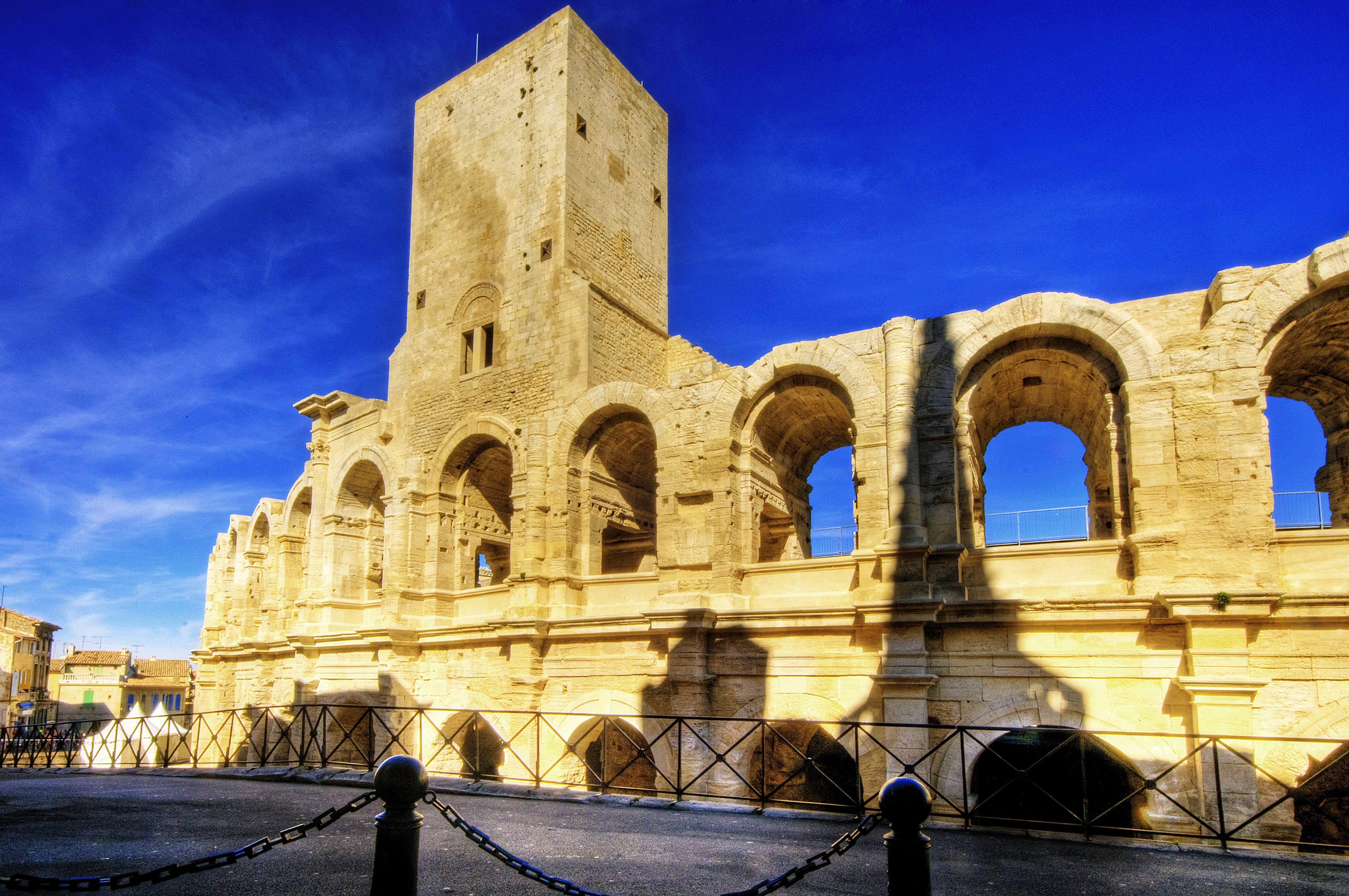
França - Arena de Arles

- Basílica e Colina de Vézelay (1979)
- Catedral de Chartres (1979)
- Grutas Decoradas do Vale do Vézère (1979)
- Mont-Saint-Michel e a sua Baía (1979)
- Palácio e Parque de Versailles (1979)
- Abadia Cisterciense de Fontenay (1981)
- Catedral de Amiens (1981)
- Monumentos Romanos e Românicos de Arles (1981)
- Palácio e Parque de Fontainebleau (1981)
- Teatro Antigo e seus arredores e Arco do triunfo de Orange (1981)
- Salina Real de Arc-et-Senans (1982); extensão às Grandes Salinas de Salins-les-Bains (2009)
- Golfo de Porto: Golfo Girolata, Reserva Natural de Scandola e Calanches de Piana na Córsega (1983)
- Abadia de Saint-Savin-sur-Gartempe (1983)
- Place Stanislas, Place de la Carrière e Place d'Alliance em Nancy (1983)
- Pont du Gard (1985)
- Grande Île, Estrasburgo (1988)
- Catedral de Notre-Dame de Reims, Antiga Abadia de Saint-Remi e Palácio de Tau, Reims (1991)
- Paris, Margens do Sena (1991)
- Catedral de Bourges (1992)
- Centro Histórico de Avinhão (1995)
- Canal do Midi (1996)
- Monte Perdido, Pirenéus (1997, 1999) (sítio transfronteiriço com a Espanha)
- Cidade Histórica Fortificada de Carcassonne (1997)
- Caminhos de Santiago de Compostela em França (1998)
- Sítio Histórico de Lião (1998)
- Campanários da Bélgica e da França (1999, 2005) (sítio transfronteiriço com a Bélgica)
- Jurisdição de Saint-Émilion (1999)
- Vale do Loire entre Sully-sur-Loire e Chalonnes-sur-Loire (2000)
- Provins, Vila Franca Medieval (2001)
- Le Havre, a Cidade Reconstruída por Auguste Perret (2005)
- Bordéus, Porto da lua (2007)
- Fortificações de Vauban (2008)
- Lagoas da Nova Caledónia (2008) Nota: na Nova Caledónia, Oceania
- Cidade Episcopal de Albi (2010)
- Picos, circos e escarpas da Ilha da Reunião (2010)
- Causses e Cevenas, Paisagem Cultural Agro-pastorícia Mediterrânica (2011)
- Sítios palafíticos pré-históricos em redor dos Alpes (2011) (sítio internacional em 6 países)
- Bacia mineira de Nord-Pas de Calais (2012)
- Caverna decorada de Pont d´Arc, conhecida como Caverna de Chauvet, Ardèche (2014)
- Climats de Borgonha (2015)
- Encostas, caves e lojas de Champagne (2015)
- O Trabalho Arquitetônico de Le Corbusier, uma Contribuição Impressionante para o Movimento Moderno (2016)  (sítio internacional em sete países)
- Taputapuatea (2017)
- Chaîne des Puys (2018)[9]
- Terras e Mares Austrais Franceses (2019)

## Geórgia
- Catedral de Bagrati e Mosteiro de Guelati (1994)
- Monumentos Históricos de Misqueta (1994)
- Suanécia (1996)

## Grécia

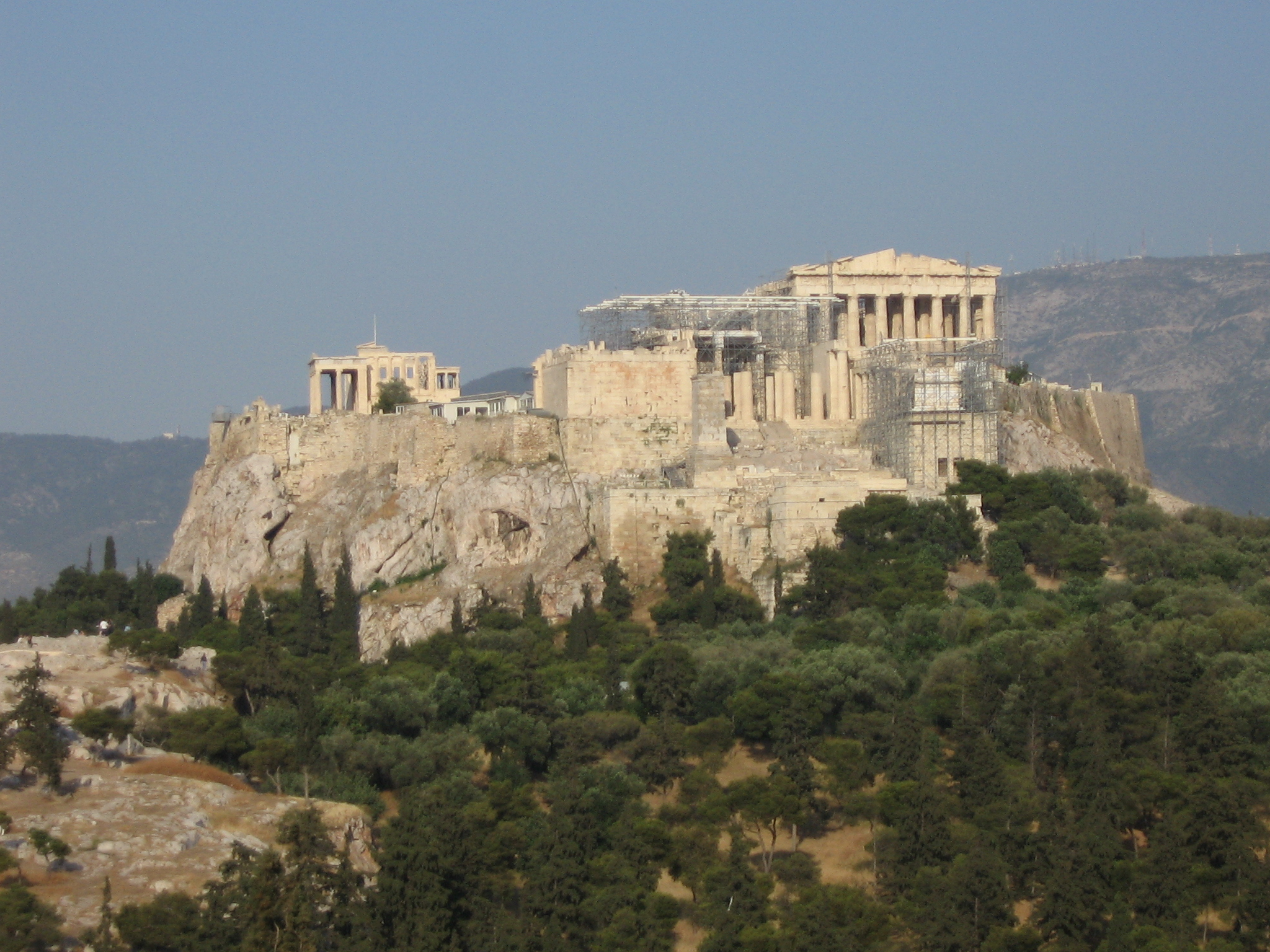
Grécia - Acrópole de Atenas

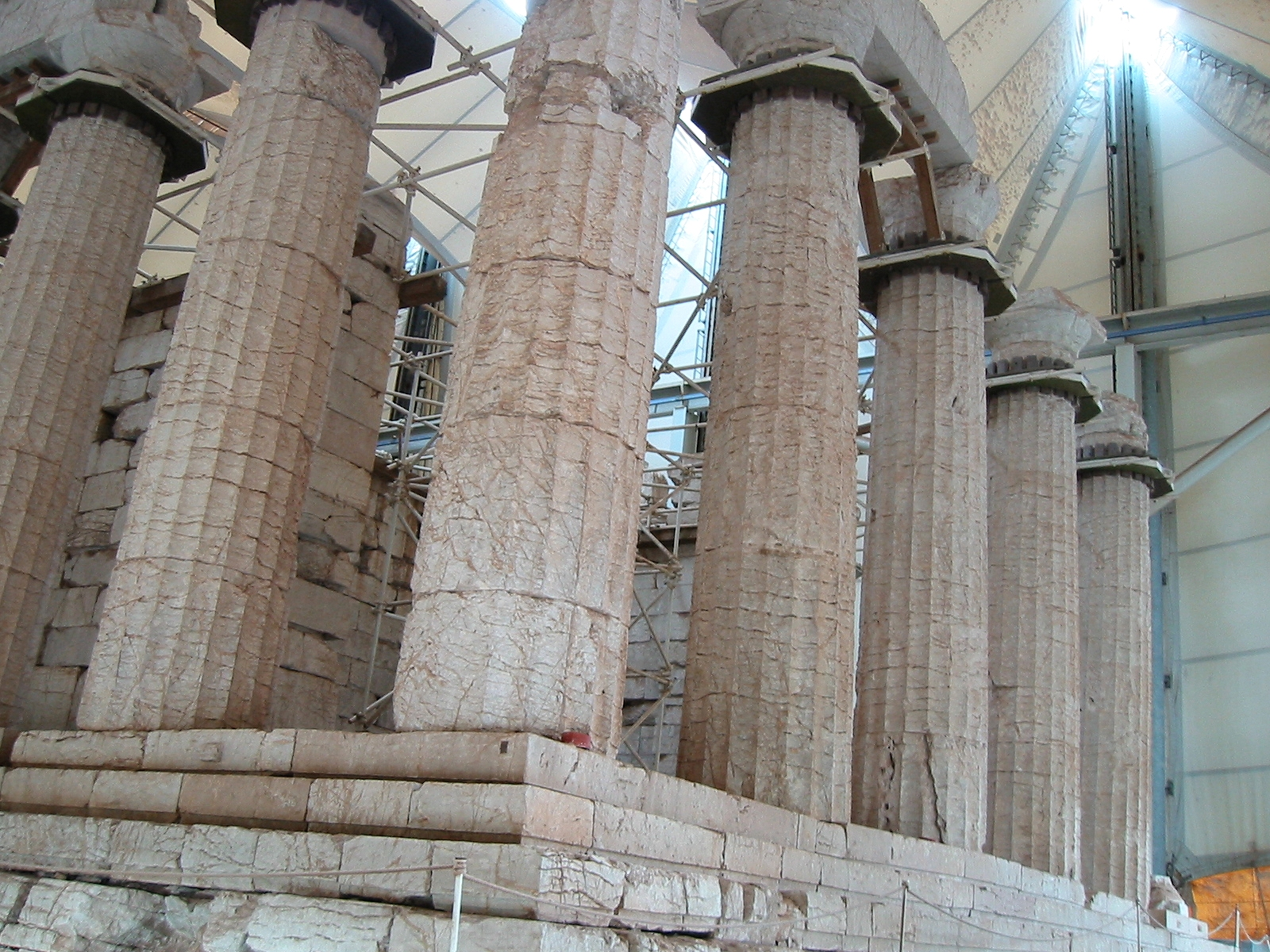
Grécia - Templo de Apolo Epicuro em Bassas

- Templo de Apolo Epicuro em Bassas (1986)
- Acrópole de Atenas (1987)
- Sítio Arqueológico de Delfos (1987)
- Mosteiros de Metéora (1988)
- Monte Atos (1988)
- Monumentos Paleocristãos e Bizantinos de Tessalónica (1988)
- Sítio Arqueológico de Epidauro (1988)
- Cidade Medieval de Rodes (1988)
- Sítio Arqueológico de Mistras (1989)
- Sítio Arqueológico de Olímpia (1989)
- Delos (1990)
- Mosteiros de Dafne, São Lucas e Mosteiro Novo de Quios (1990)
- Pitagorião e Heraião de Samos (1992)
- Sítio Arqueológico de Vergina (1996)
- Centro Histórico (Chora) com o Mosteiro de São João o Teólogo e a Caverna do Apocalipse na Ilha de Patmos (1999)
- Sítios Arqueológicos de Micenas e Tirinto (1999)
- Antiga Cidade de Corfu (2007)
- Sítio Arqueológico de Filipos (2016)

## Hungria

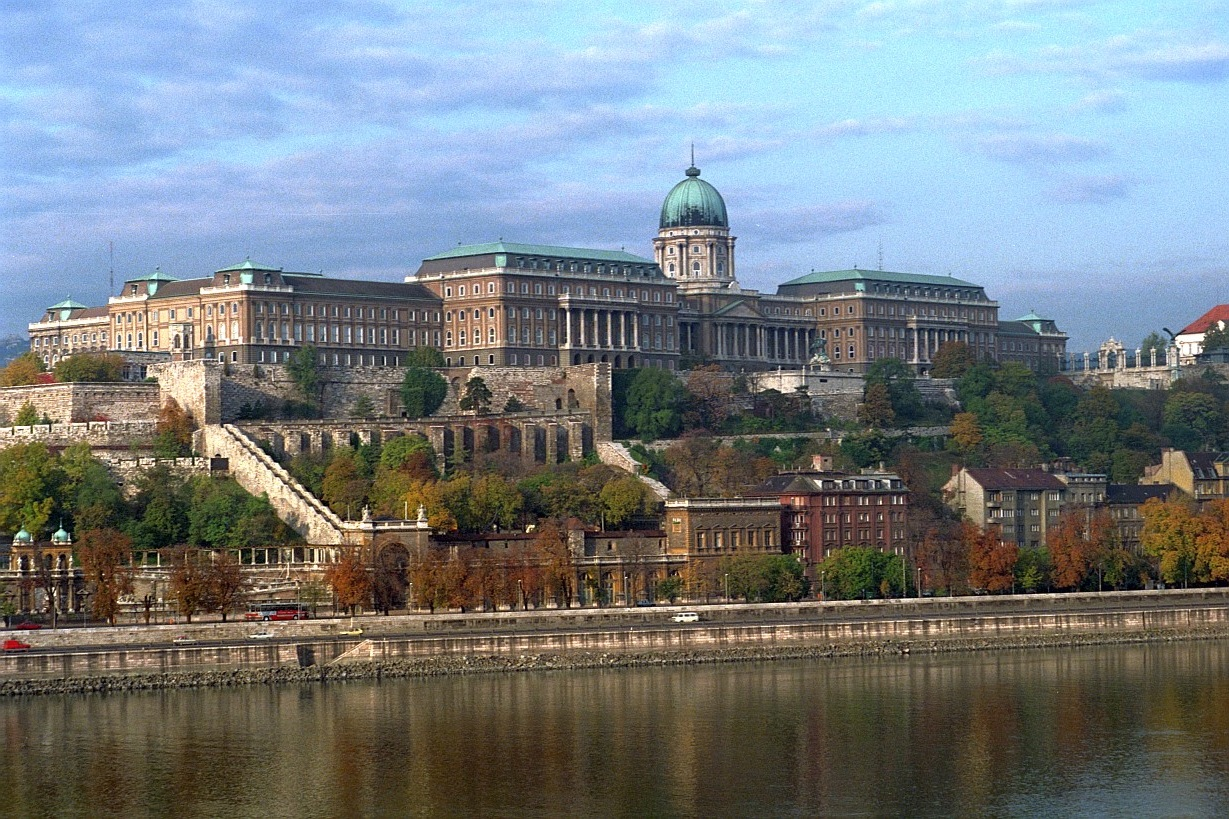
Hungria - Castelo de Buda

- Budapeste, com as Margens do Danúbio, o Bairro do Castelo de Buda e a Avenida Andrássy (1987, 2002)
- Antiga Vila de Hollókő e seu Ambiente (1987)
- Grutas Cársicas de Aggtelek e da Eslováquia (1995, 2000) (sítio transfronteiriço com a Eslováquia)
- Abadia Beneditina Milenar de Pannonhalma e seu Ambiente Natural (1996)
- Parque Nacional de Hortobágy - a Puszta (1999)
- Necrópole Paleocristã de Pécs (2000)
- Paisagem Cultural de Fertö/Neusiedlersee (2001) (sítio transfronteiriço com a Áustria)
- Paisagem Cultural Histórica da Região Vinícola de Tokaj (2002)

## Irlanda
- Conjunto Arqueológico do Vale do Boyne (1993)
- Skellig Michael (1996)

## Islândia
- Parque Nacional Þingvellir (2004)
- Surtsey (2008)
- Parque Nacional Vatnajökull (2019)

## Israel
- Massada (2001)
- Cidade Antiga de Acre (2001)
- Cidade Branca de Tel Aviv - o Movimento Moderno (2003)
- Rota do Incenso - Cidades do deserto do Negueve (2005)
- Teis (montes com antigos assentamentos) - Megido, Hazor, Bersebá (2005)
- Lugares Santos Bahá’is em Haifa e Galileia Ocidental (2008)
- Sítios de evolução humana no Monte Carmelo: as grutas de Naal Mearote / Uádi Mugara (2012)
- Cavernas de Maressa e Bete-Gubrine nas Terras Baixas da Judeia como um microcosmo da terra das cavernas (2014)
- Necrópole de Bete-Searim (2015)

## Itália

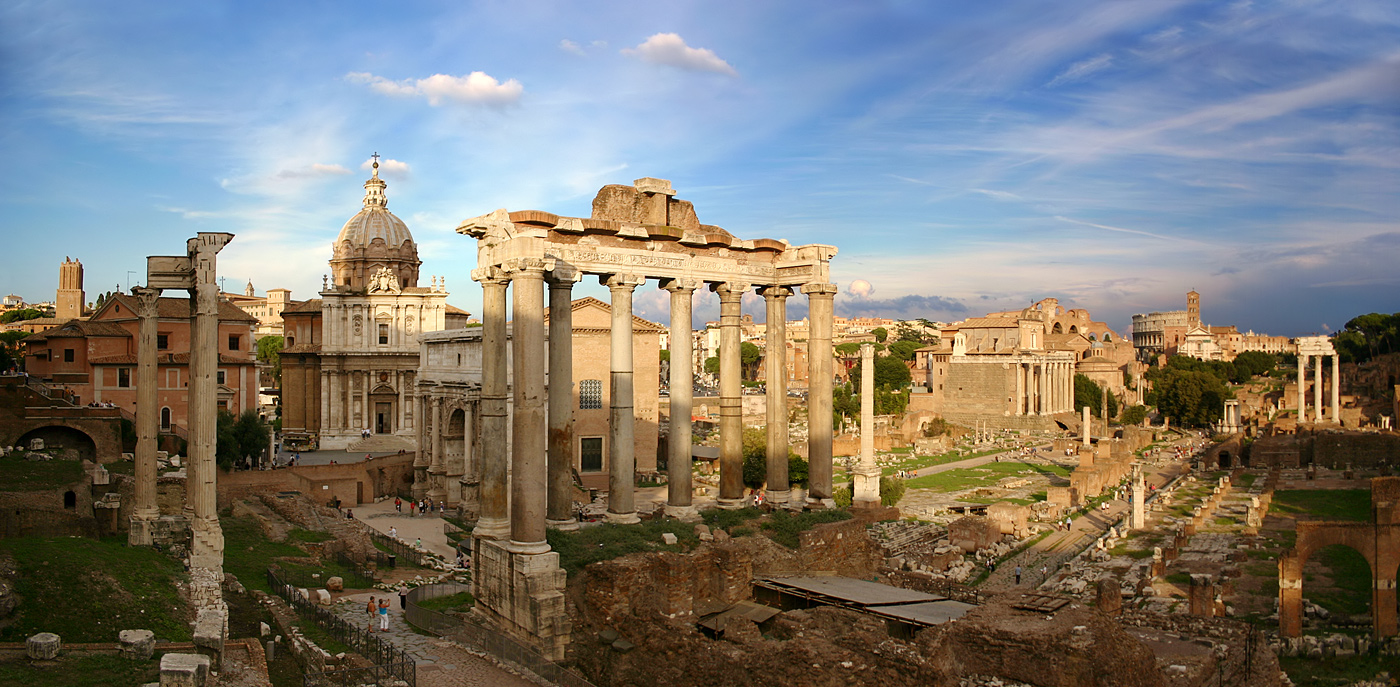
Itália - Centro histórico de Roma

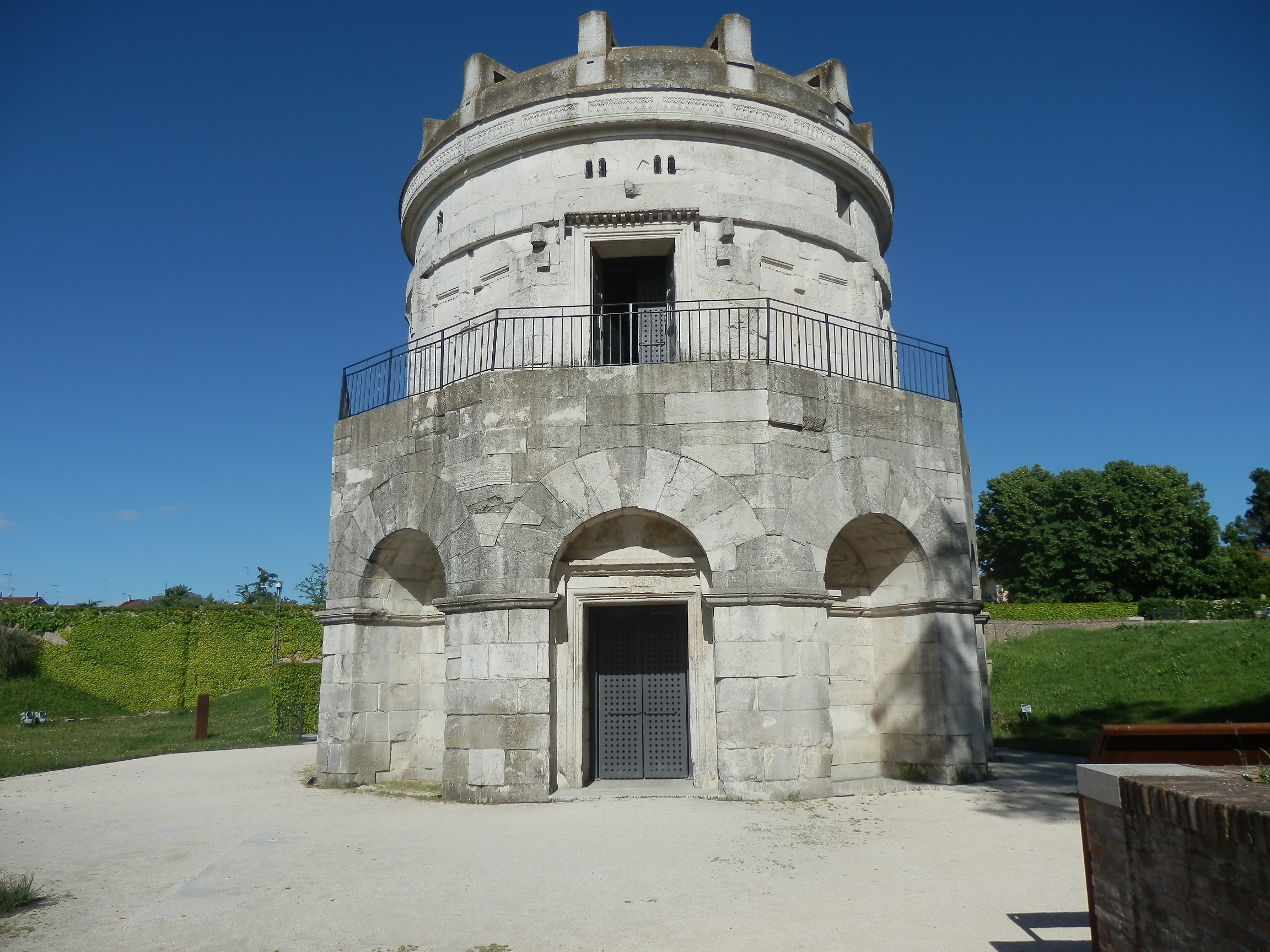
Itália - Monumentos Paleocristãos de Ravena

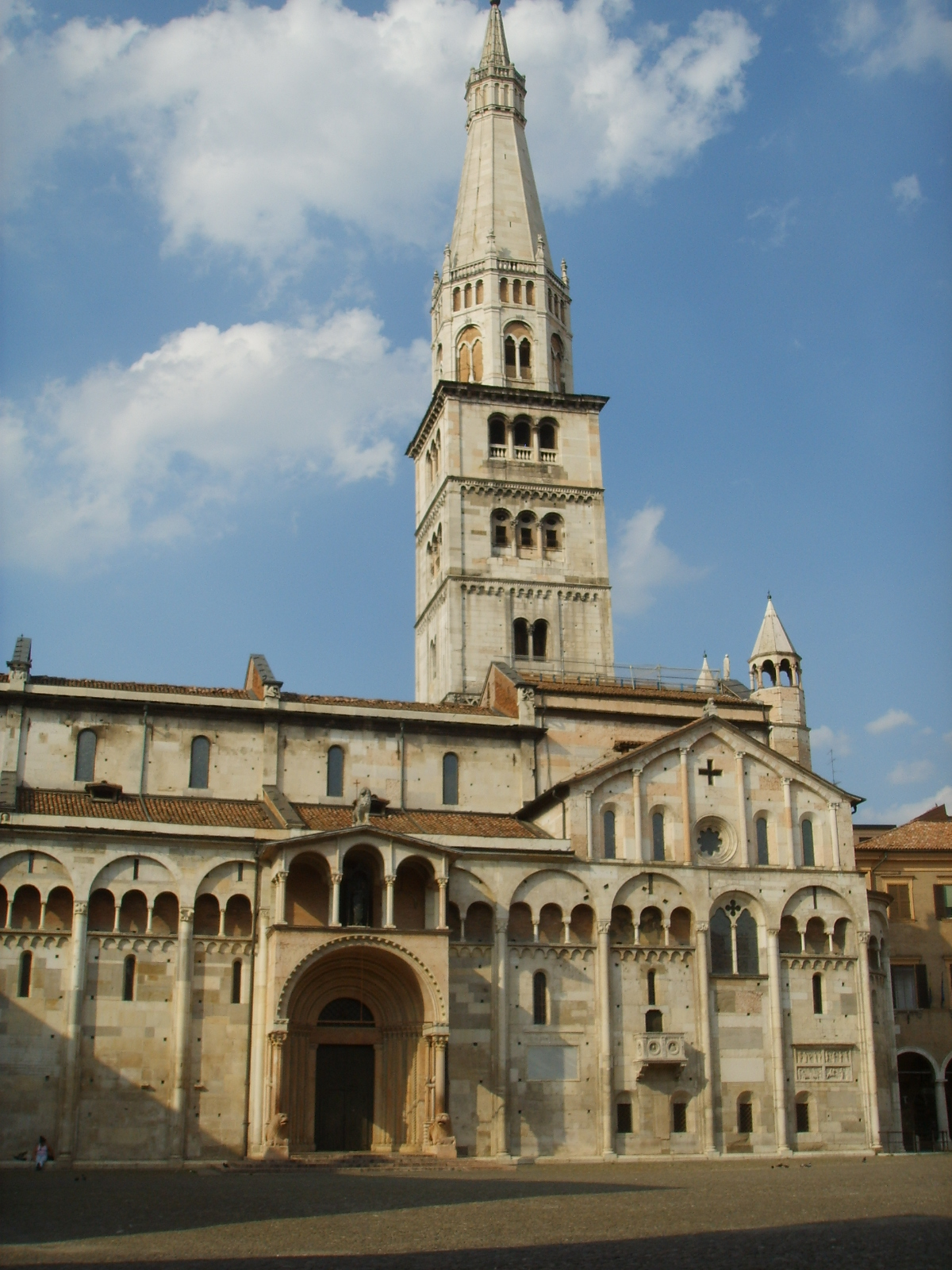
Itália - Catedral de Módena

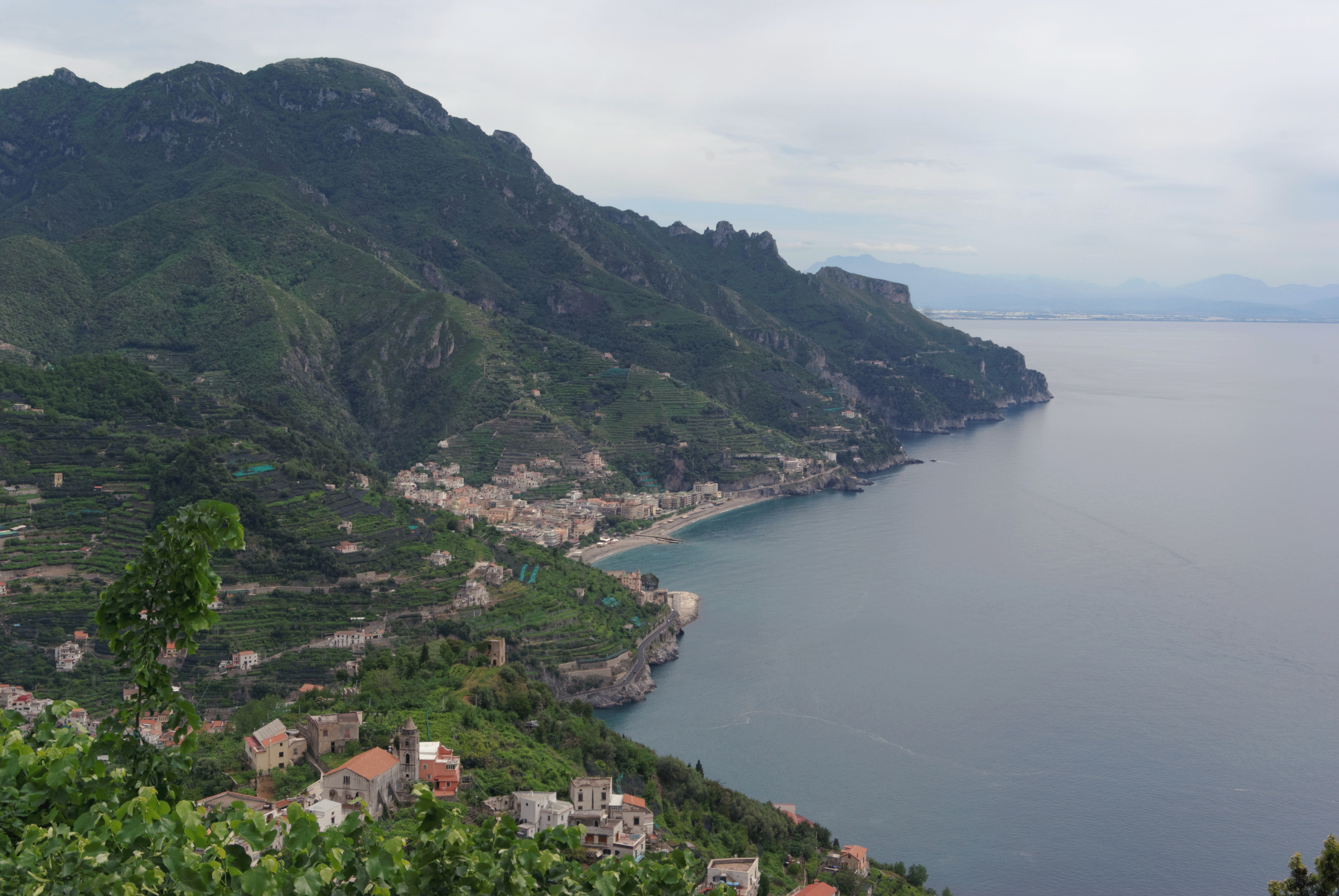
Itália - Costa Amalfitana

- Arte Rupestre do Val Camonica (1979)
- Centro Histórico de Roma, Propriedades da Santa Sé e Basílica de São Paulo Extramuros (1980, 1990) (sítio transfronteiriço com o Vaticano)
- Igreja e Convento Dominicano de Santa Maria delle Grazie com "A Última Ceia" de Leonardo da Vinci (1980)
- Centro Histórico de Florença (1982)
- Piazza del Duomo, Pisa (1987)
- Veneza e sua Lagoa (1987)
- Centro Histórico de San Gimignano (1990)
- Sassi di Matera (1993)
- Cidade de Vicenza e Villas de Palladio no Véneto (1994, 1996)
- Centro Histórico de Siena (1995)
- Centro Histórico de Nápoles (1995)
- Crespi d'Adda (1995)
- Ferrara, Cidade do Renascimento, e o seu Delta do Pó (1995 , 1999)
- Castel del Monte (1996)
- Centro Histórico da Cidade de Pienza (1996)
- Trulli de Alberobello (1996)
- Monumentos Paleocristãos de Ravena (1996)
- Catedral, Torre Civica e Piazza Grande, Módena (1997)
- Costa Amalfitana (1997)
- Jardim Botânico de Pádua (1997)
- Palácio Real do Século XVIII de Caserta com o Parque, o Aqueduto de Vanvitelli, e o Conjunto de San Leucio (1997)
- Portovenere, Cinque Terre e as Ilhas (Palmaria, Tino e Tinetto) (1997)
- Residências da Casa de Saboia (1997)
- Su Nuraxi de Barumini (1997)
- Villa Romana de Casale (1997)
- Zona Arqueológica de Agrigento (1997)
- Zonas Arqueológicas de Pompeia, Herculano e Torre Annunziata (1997)
- Centro Histórico de Urbino (1998)
- Parque Nacional do Cilento e do Vale de Diano (1998)
- Zona Arqueológica e Basílica Patriarcal de Aquileia (1998)
- Villa Adriana (1999)
- Assis, Basílica de São Francisco e outros Sítios Franciscanos (2000)
- Ilhas Eólias (2000)
- Cidade de Verona (2000)
- Villa d'Este (2001)
- Cidades do Barroco Tardio do Val di Noto (2002)
- Sacri Monti do Piemonte e da Lombardia (2003)
- Necrópoles Etruscas de Cerveteri e Tarquinia (2004)
- Vale de Orcia (2004)
- Siracusa e a Necrópole Rochosa de Pantalica (2005)
- Génova: Le Strade Nuove e o sistema dos Palazzi dei Rolli (2006)
- Mântua e Sabbioneta (2008)
- Caminho-de-ferro Récio na Paisagem da Albula e da Bernina (2008) (sítio transfronteiriço com a Suíça)
- Dolomitas (2009)
- Longobardos na Itália. Locais do poder (568-774 d.C.) (2011)
- Sítios palafíticos pré-históricos em redor dos Alpes (2011) (sítio internacional em 6 países)
- Monte Etna (2013)
- Vilas e Jardins dos Médici na Toscana (2013)
- Paisagem vinícola do Piemonte: Langhe-Roero e Monferrato (2014)
- Palermo árabe-normanda e as Catedrais de Cefalù e Monreale (2015)
- Obras venezianas de defesa dos séculos XV a XVII: Stato da Terra – Stato da Mar ocidental (2017) (sítio internacional em 3 países)
- Colinas do Prosecco de Conegliano e Valdobbiadene (2019)

## Letónia
- Centro Histórico de Riga (1997)
- Arco Geodésico de Struve (2005) (sítio internacional em dez países)

## Lituânia

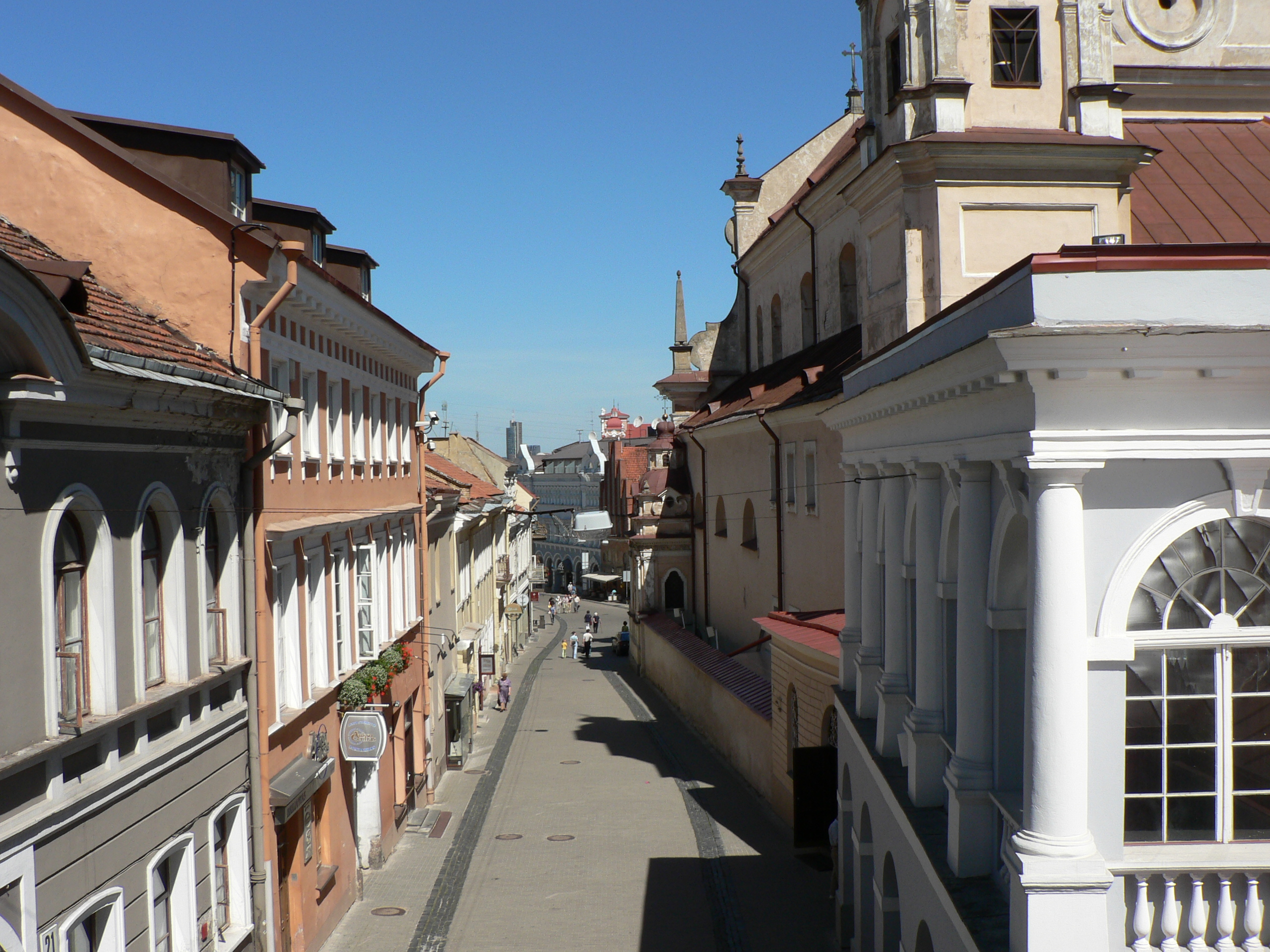
Lituânia - Centro Histórico de Vilnius

- Centro Histórico de Vilnius (1994)
- Istmo da Curlândia (2000) (sítio transfronteiriço com a Rússia)
- Sítio Arqueológico de Kernavė (Reserva Cultural de Kernavė) (2004)
- Arco Geodésico de Struve (2005) (sítio internacional em dez países)

## Luxemburgo
- Cidade de Luxemburgo: Bairros Antigos e Fortificações (1994)

## Macedónia do Norte
- Região Natural, Histórica e Cultural de Ócrida (1979, 1980, est. 2019) (sítio transfronteiriço com a Albânia desde 2019)

## Malta
- Hipogeu de Hal Saflieni (1980)

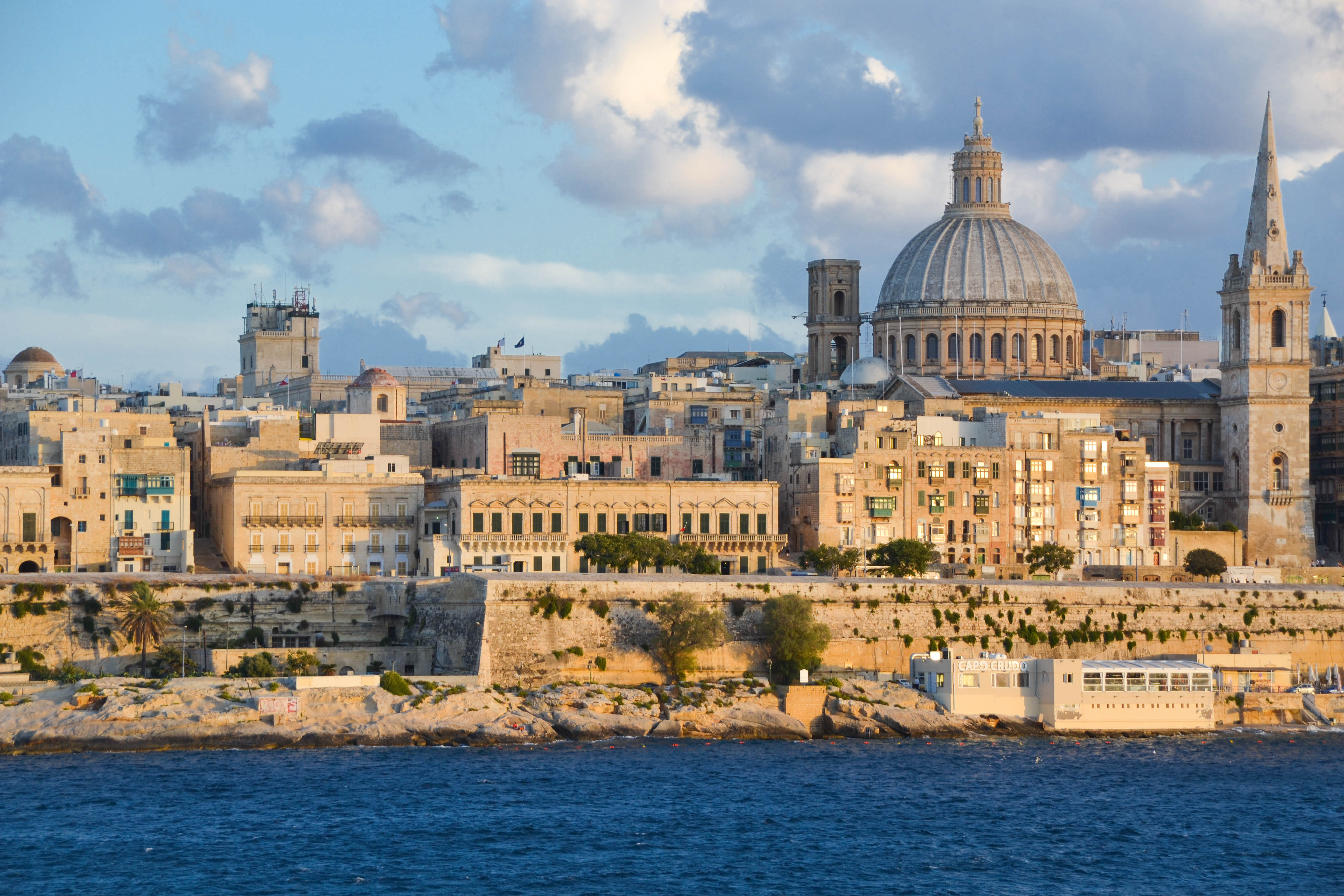
Malta - Cidade de Valletta

- Templos megalíticos de Malta (1980, 1992)
- Cidade de Valletta (1980)

## Moldávia
- Arco Geodésico de Struve (2005) (sítio internacional em dez países)

## Montenegro
- Região Natural, Cultural e Histórica de Kotor (1979)
- Parque Nacional Durmitor (1980)
- Cemitério de tumbas medievais Stécci (2016) (sítio internacional em 4 países)
- Obras venezianas de defesa dos séculos XV a XVII: Stato da Terra – Stato da Mar ocidental (2017) (sítio internacional em 3 países)

## Noruega
- Bryggen (1979)
- Igreja de madeira de Urnes (1979)

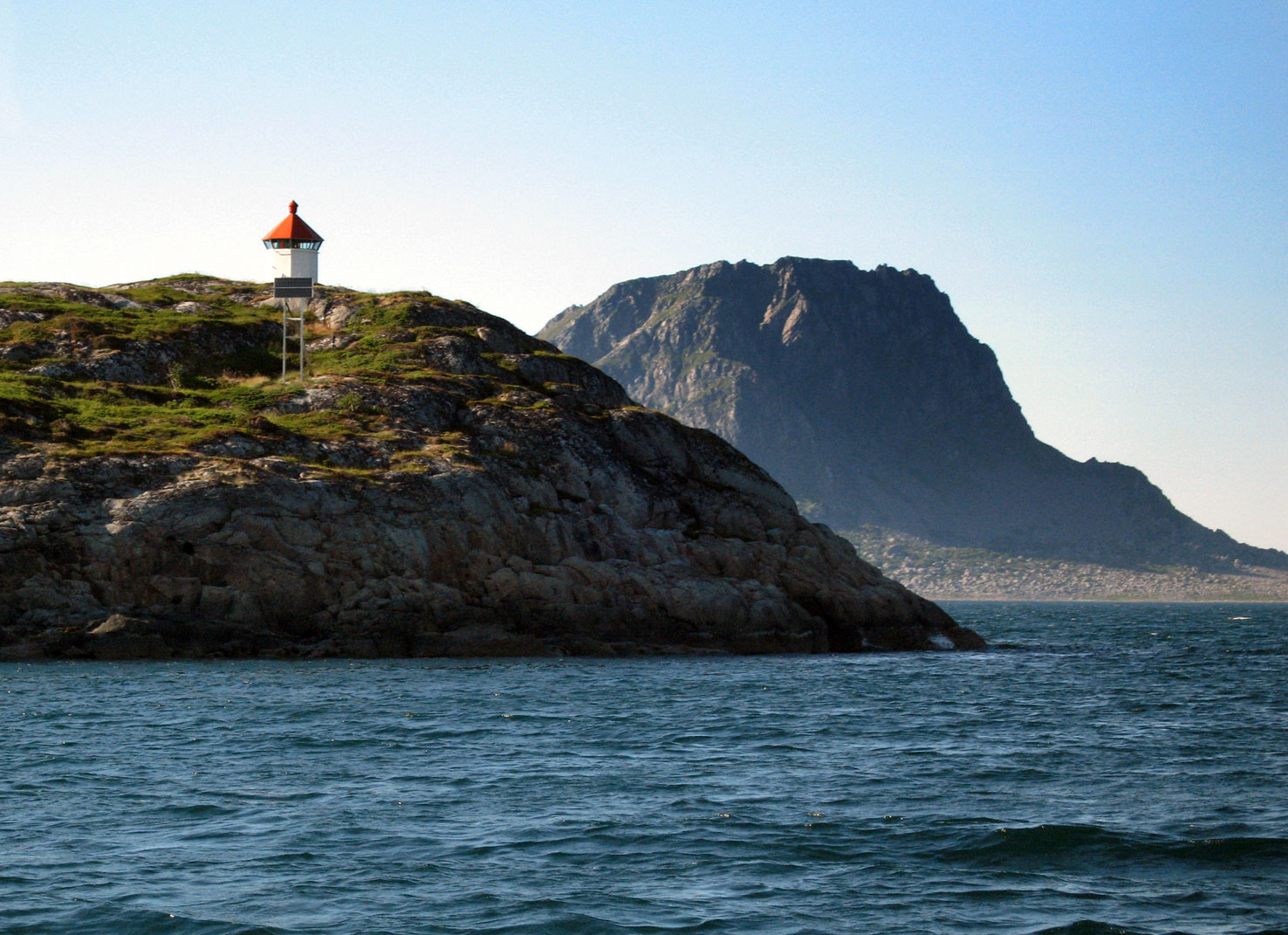
Noruega - Vega

- Cidade Mineira de Røros e Circunferência (1980, estendido em 2010)
- Sítios de Arte Rupestre de Alta em Finamarca (1985)
- Vegaøyan - Arquipélago de Vega (2004)
- Arco Geodésico de Struve (2005) (sítio internacional em dez países)
- Fiordes do Oeste da Noruega - Geirangerfjord e Nærøyfjord (2005)
- Complexo Industrial de Rjukan-Notodden, na região de Telemark (2015)

## Países Baixos
- Schokland e Arredores (1995)

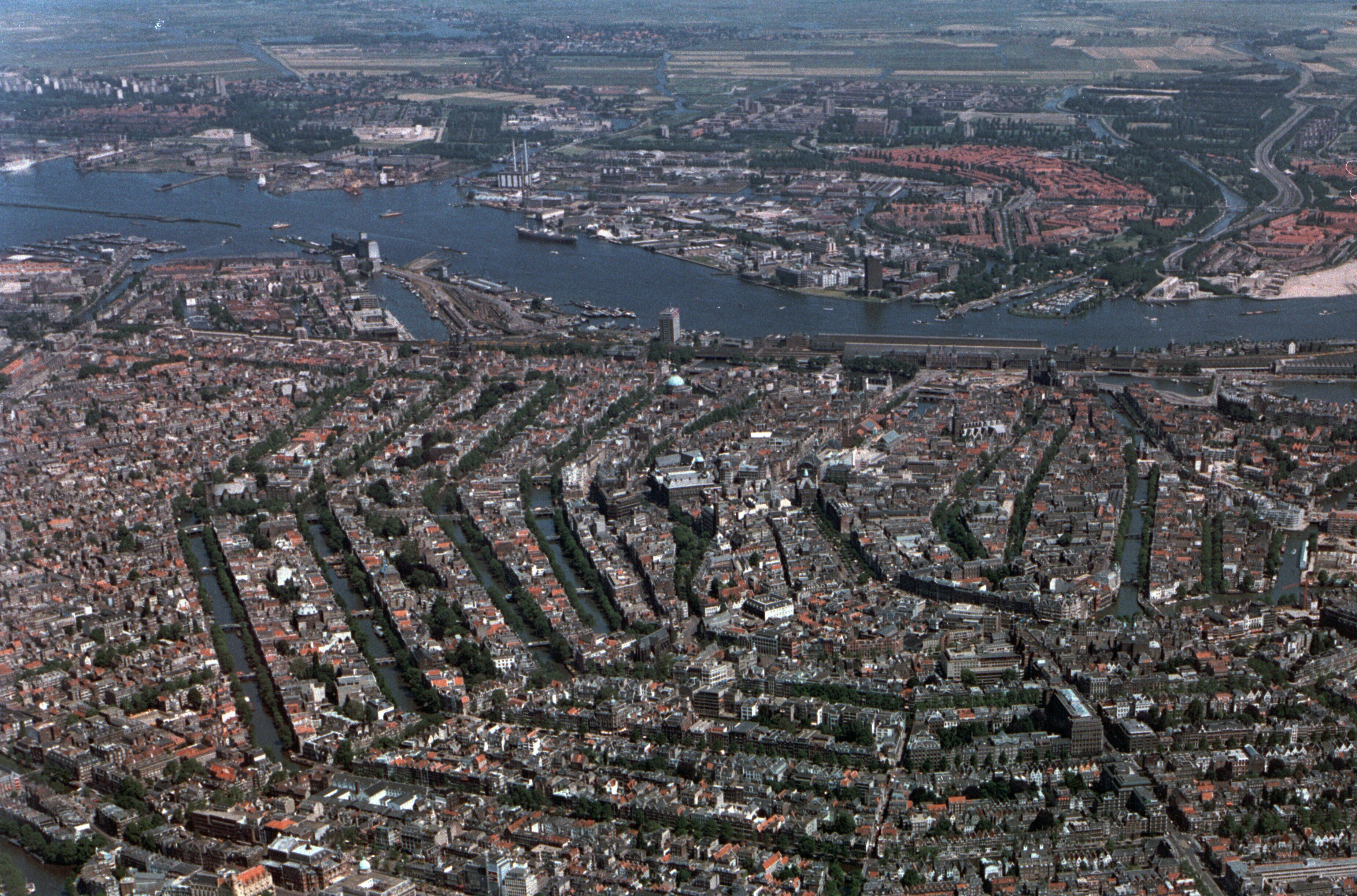
Holanda - Canais de Amsterdam

- Linha de Defesa de Amesterdão (1996)
- Rede de Moinhos de Kinderdijk-Elshout (1997)
- Zona Histórica de Willemstad, Cidade Antiga e Porto, Antilhas Holandesas (1997)
- Estação de Bombagem a Vapor de D.F. Wouda (1998)
- Pólder de Beemster (1999)
- Casa Rietveld Schröder (2000)
- Mar de Wadden (2009) (sítio transfronteiriço dividido com a Alemanha)
- Zona dos Canais Concêntricos do século XVII no Interior do Singlegracht em Amesterdão (2010)
- Van Nellefabriek (2014)

## Polónia

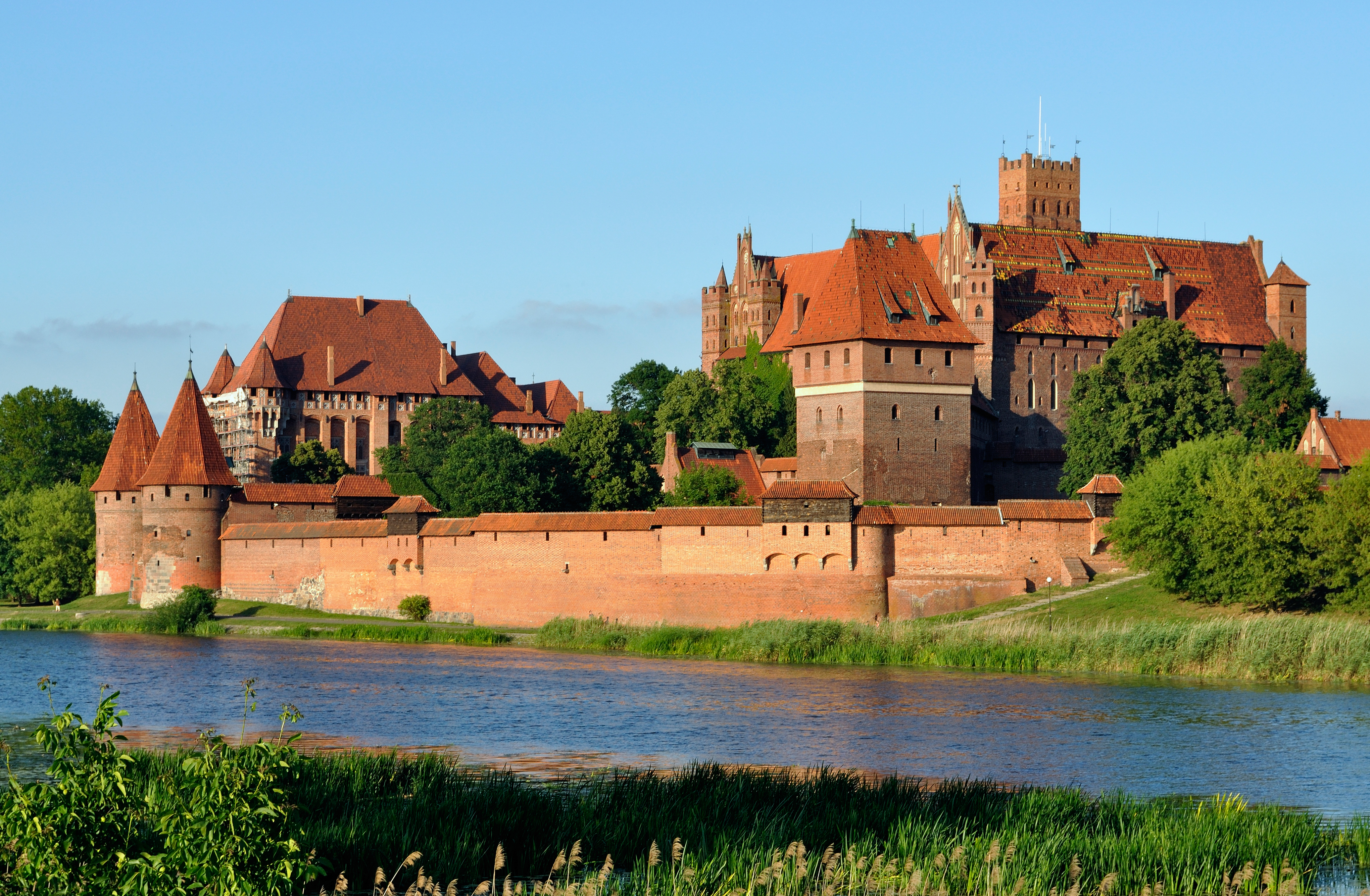
Polônia - Castelo da Ordem Teutónica de Malbork

- Centro Histórico de Cracóvia (1978)
- Minas de Sal de Wieliczka (1978)
- Campo de Concentração de Auschwitz (1979)
- Parque Nacional Białowieża / Belovezhskaya Pushcha (1979, 1992) (sítio transfronteiriço com a Bielorrússia)
- Centro Histórico de Varsóvia (1980)
- Cidade Antiga de Zamość (1992)
- Castelo da Ordem Teutónica de Malbork (1997)
- Cidade Medieval de Toruń (1997)
- Kalwaria Zebrzydowska: Conjunto Arquitectónico Maneirista e Paisagístico e Parque de Peregrinação (1999)
- Igrejas da Paz em Jawor e Swidnica (2001)
- Igrejas de Madeira do Sul da Pequena Polónia (2003)
- Parque Muskauer-Muzakowski (2004) (sítio transfronteiriço com a Alemanha)
- Salão do Centenário em Wrocław (2006)
- Tserkvas de madeira da região dos Cárpatos na Polônia e Ucrânia (2013)
- Mina histórica de prata de Tarnowskie Góry (2017)
- Região Mineira Pré-histórica do Sílex Raiado de Krzemionki (2019)
- Paisagem de Criação e Adestramento de Cavalos de Arreio Cerimoniais de Kladruby nad Labem (2019)

## Portugal

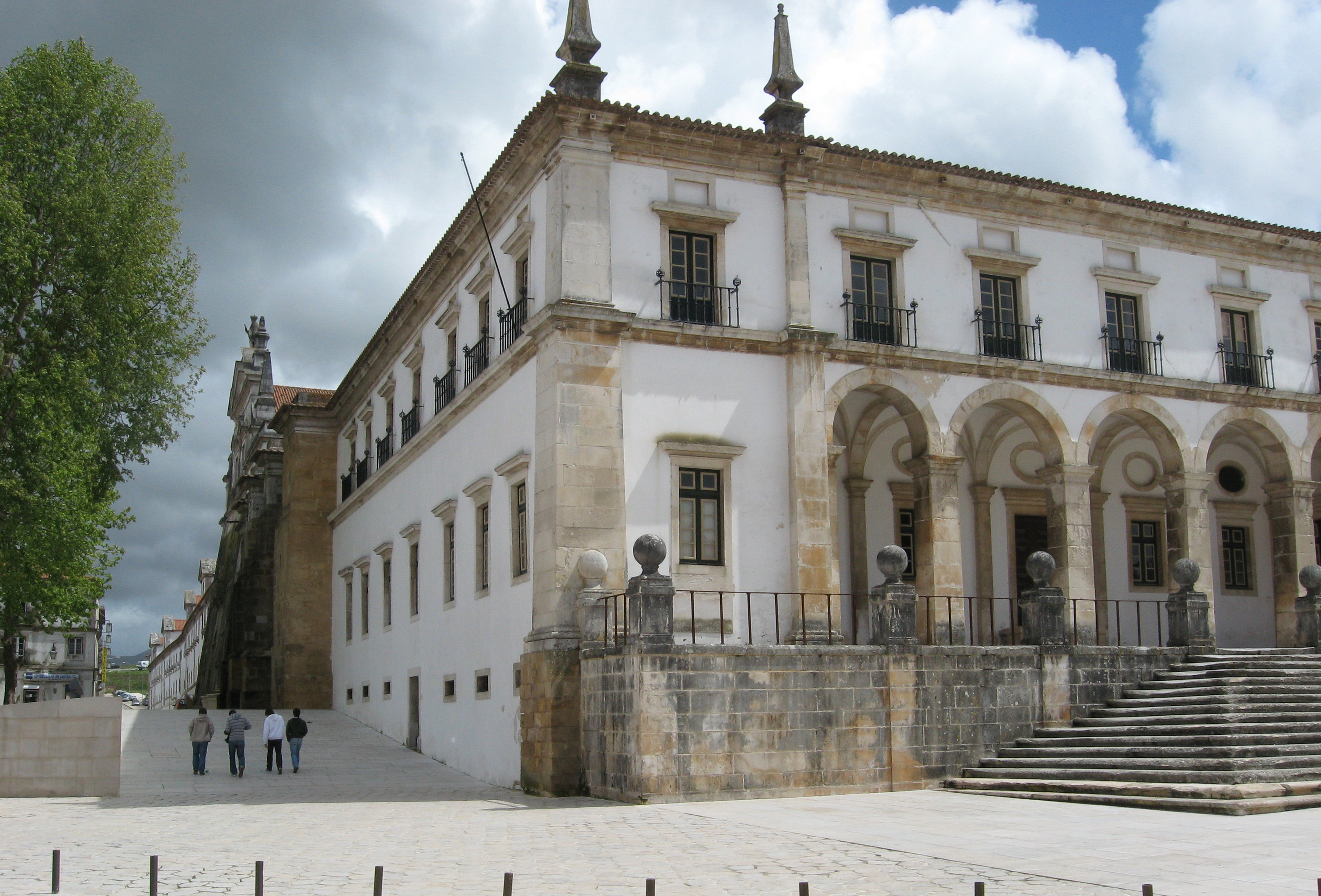
Mosteiro de Alcobaça

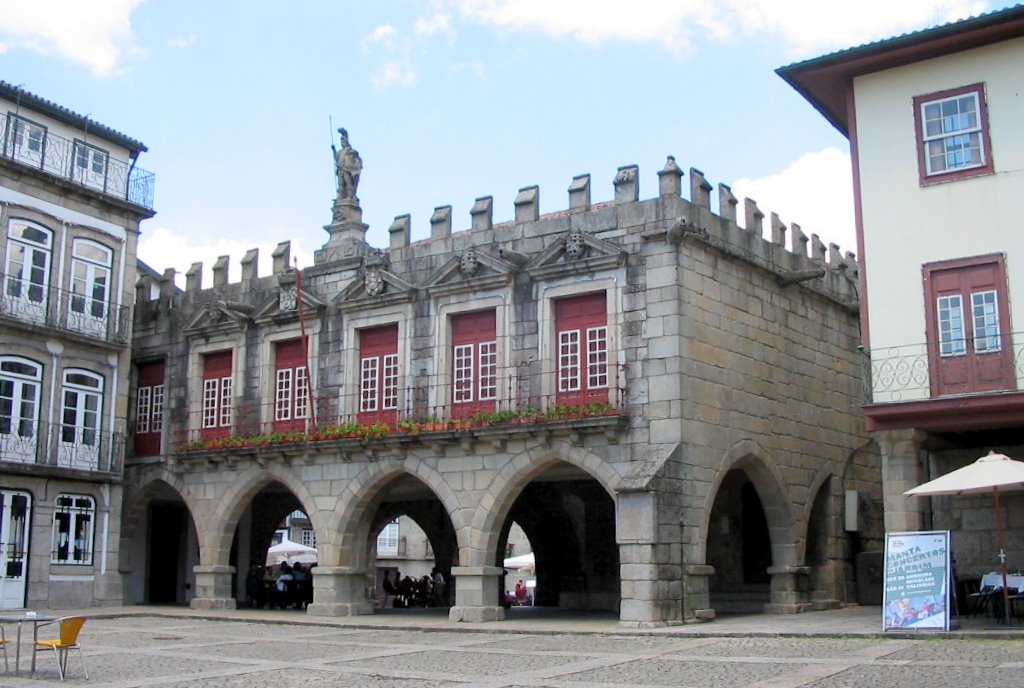
Centro Histórico de Guimarães

- Centro Histórico de Angra do Heroísmo (1983)
- Mosteiro dos Jerónimos e Torre de Belém (1983)
- Mosteiro da Batalha (1983)
- Convento de Cristo (1983)
- Centro Histórico de Évora (1986)
- Mosteiro de Alcobaça (1989)
- Paisagem Cultural de Sintra (1995)
- Centro Histórico do Porto (1996)
- Sítios de Arte Rupestre do Vale do Côa (1998)
- Floresta Laurissilva da Ilha da Madeira (1999)
- Centro Histórico de Guimarães (2001)
- Região Vinhateira do Alto Douro (2001)
- Paisagem da Cultura da Vinha da Ilha do Pico (2004)
- Cidade Fronteiriça e de Guarnição de Elvas e as suas Fortificações (2012)
- Universidade de Coimbra, Alta e Sofia (2013)
- Palácio, Convento e Tapada de Mafra (2019)
- Santuário do Bom Jesus do Monte (2019)

## Reino Unido

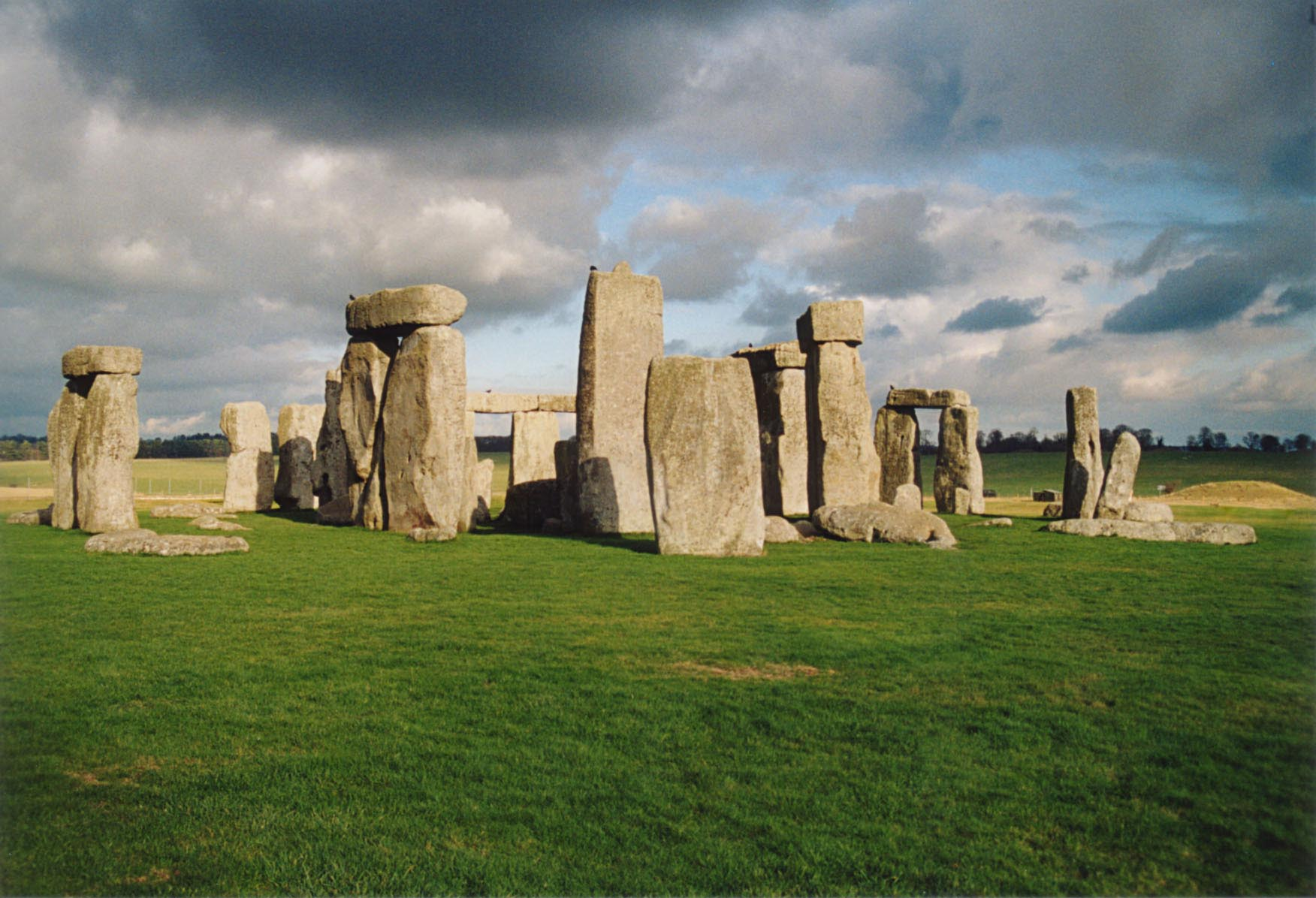
Reino Unido - Stonehenge

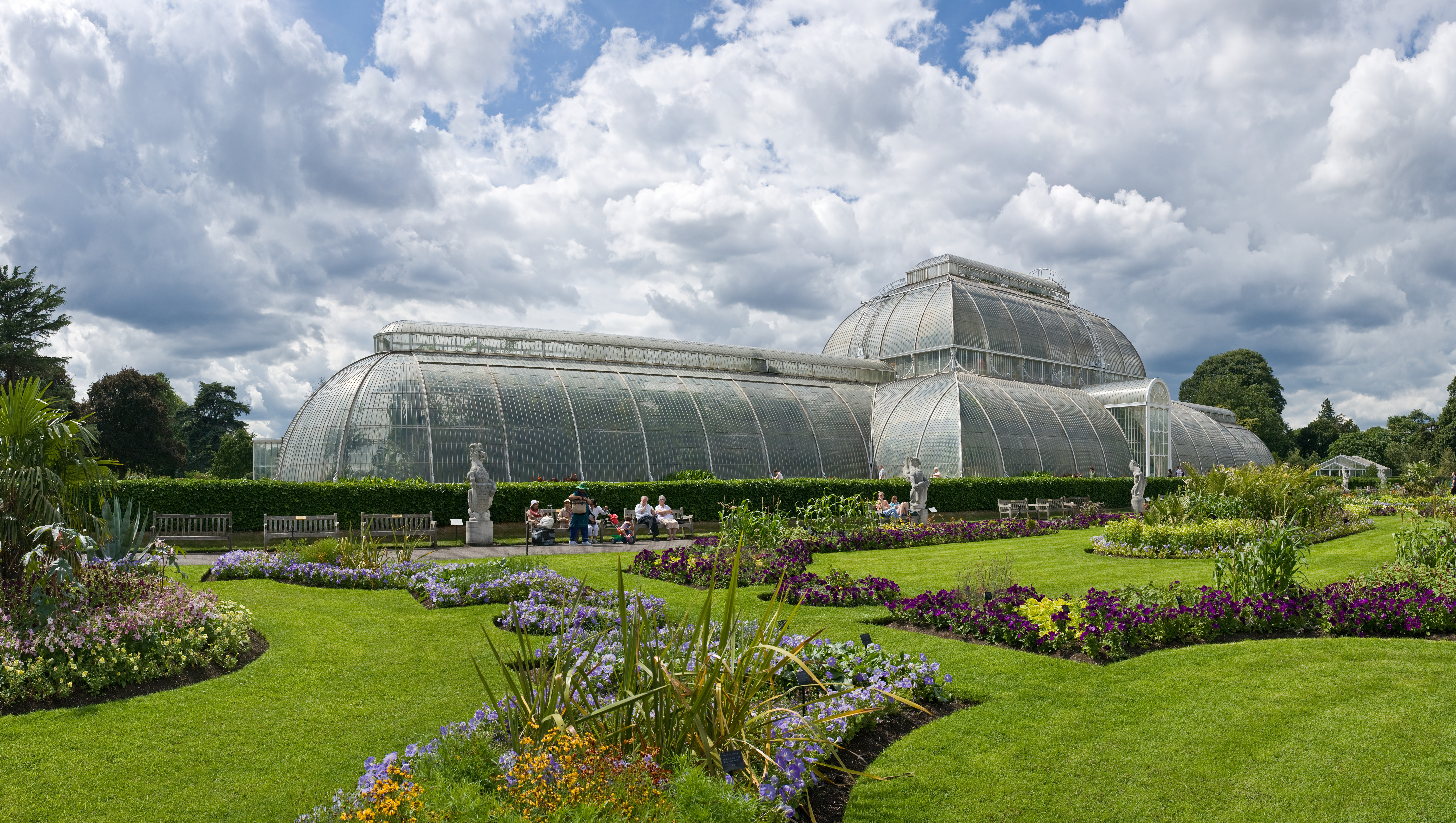
Reino Unido - Reais Jardins Botânicos de Kew

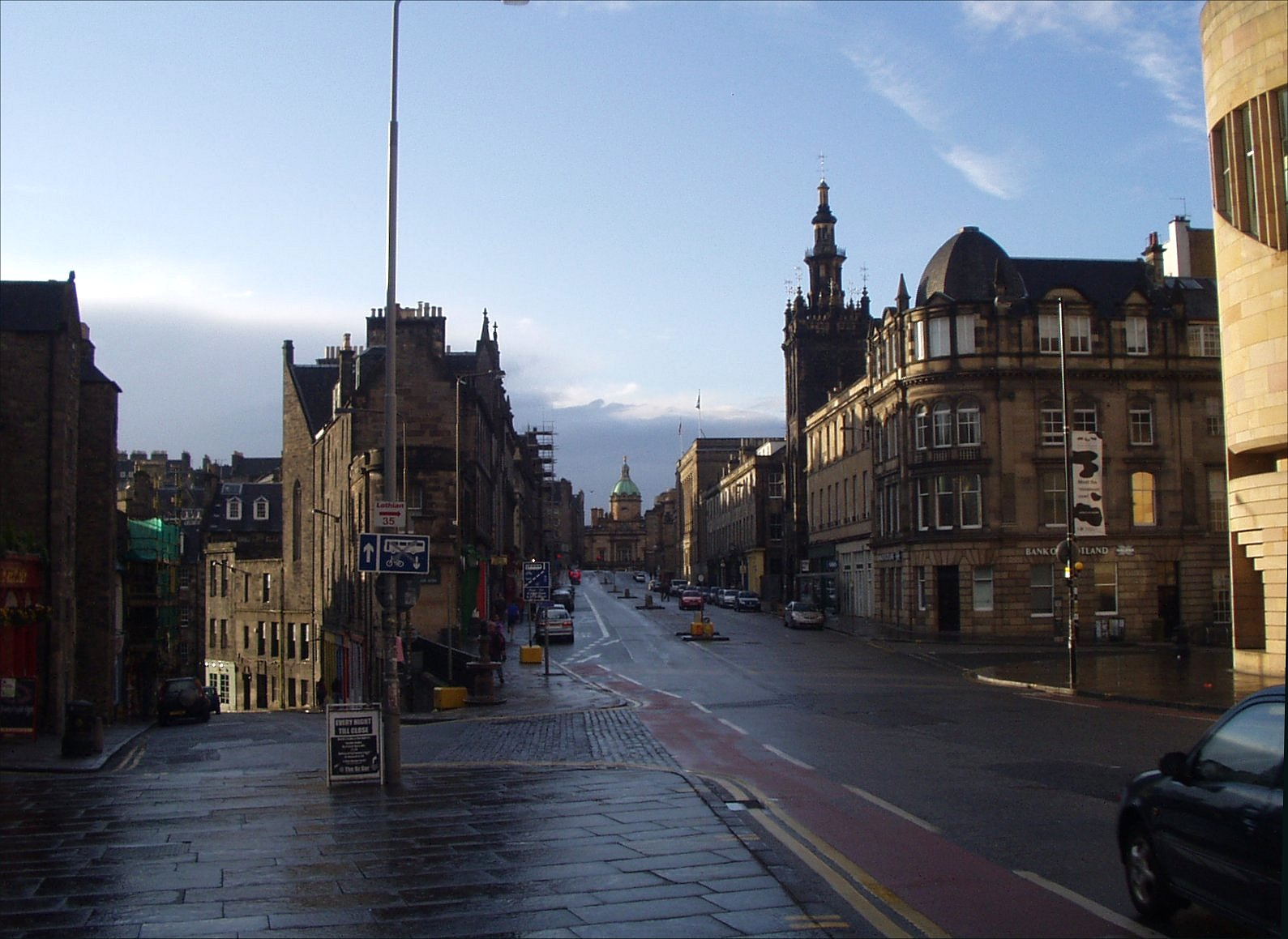
Reino Unido - Cidade Velha de Edimburgo

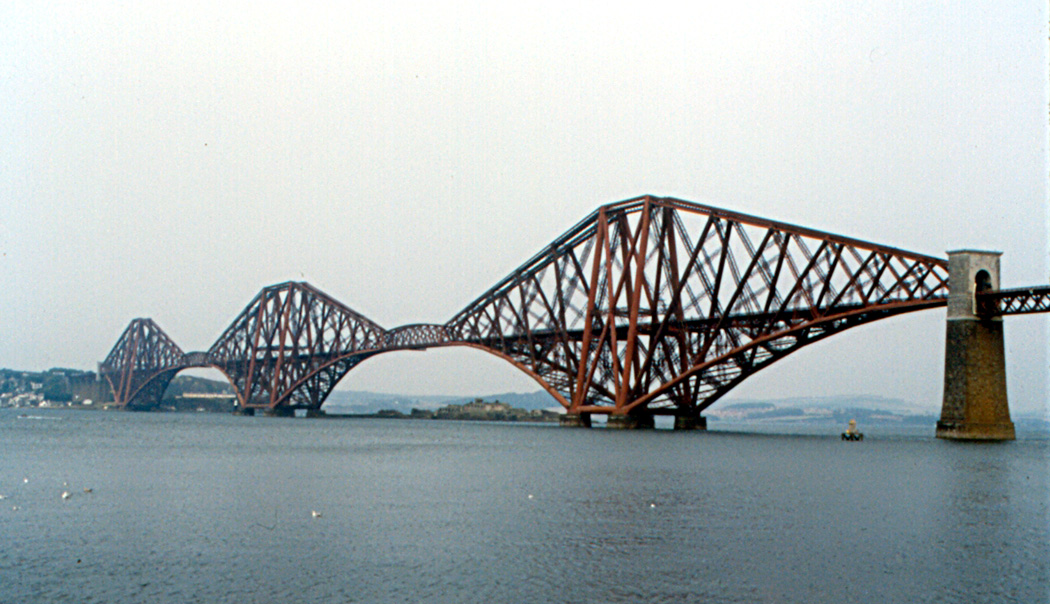
Reino Unido - Ponte do Forth

- Catedral e Castelo de Durham (1986)
- Castelos e Muralhas do Rei Eduardo em Venedócia (1986)
- Calçada dos Gigantes e sua Costa (1986)
- Desfiladeiro de Ironbridge (1986)
- St Kilda (1986, 2004, 2005)
- Parque Real de Studley com as Ruínas da Abadia de Fountains (1986)
- Stonehenge, Avebury e Sítios Associados (1986)
- Fronteiras do Império Romano (1987, 2005, 2008) (sítio internacional com a Alemanha)
- Palácio de Blenheim (1987)
- Palácio de Westminster, Abadia de Westminster e Igreja de Santa Margarida (1987)
- Cidade de Bath (1987)
- Catedral de Cantuária, Abadia de Santo Agostinho e Igreja de São Martinho, em Cantuária (1988)
- Ilha Henderson (1988)
- Torre de Londres (1988)
- Ilhas Gough e Inacessível (1995, 2004)
- Cidade Antiga e Cidade Nova de Edimburgo (1995)
- Greenwich Marítima (1997)
- Coração Neolítico das Órcades (1999)
- Paisagem Industrial de Blaenavon (2000)
- Cidade Histórica de Saint George e Fortificações Relacionadas, Bermudas (2000)
- Costa de Dorset e East Devon (2001)
- New Lanark (2001)
- Saltaire (2001)
- Moinhos do Vale do Derwent (2001)
- Jardins Botânicos Reais de Kew (2003)
- Cidade Mercantil Marítima de Liverpool (2004)
- Paisagem Mineira da Cornualha e de Devon Ocidental (2006)
- Canal e Aqueduto Pontcysyllte (2009)
- Ponte do Forth (2015)
- Complexo de cavernas de Gorham (2016)
- Lake District Inglês (2017)
- Observatório de Jodrell Bank (2019)

## Roménia
- Delta do Danúbio (1991)
- Igrejas da Moldávia (1993)
- Mosteiro de Horezu (1993)

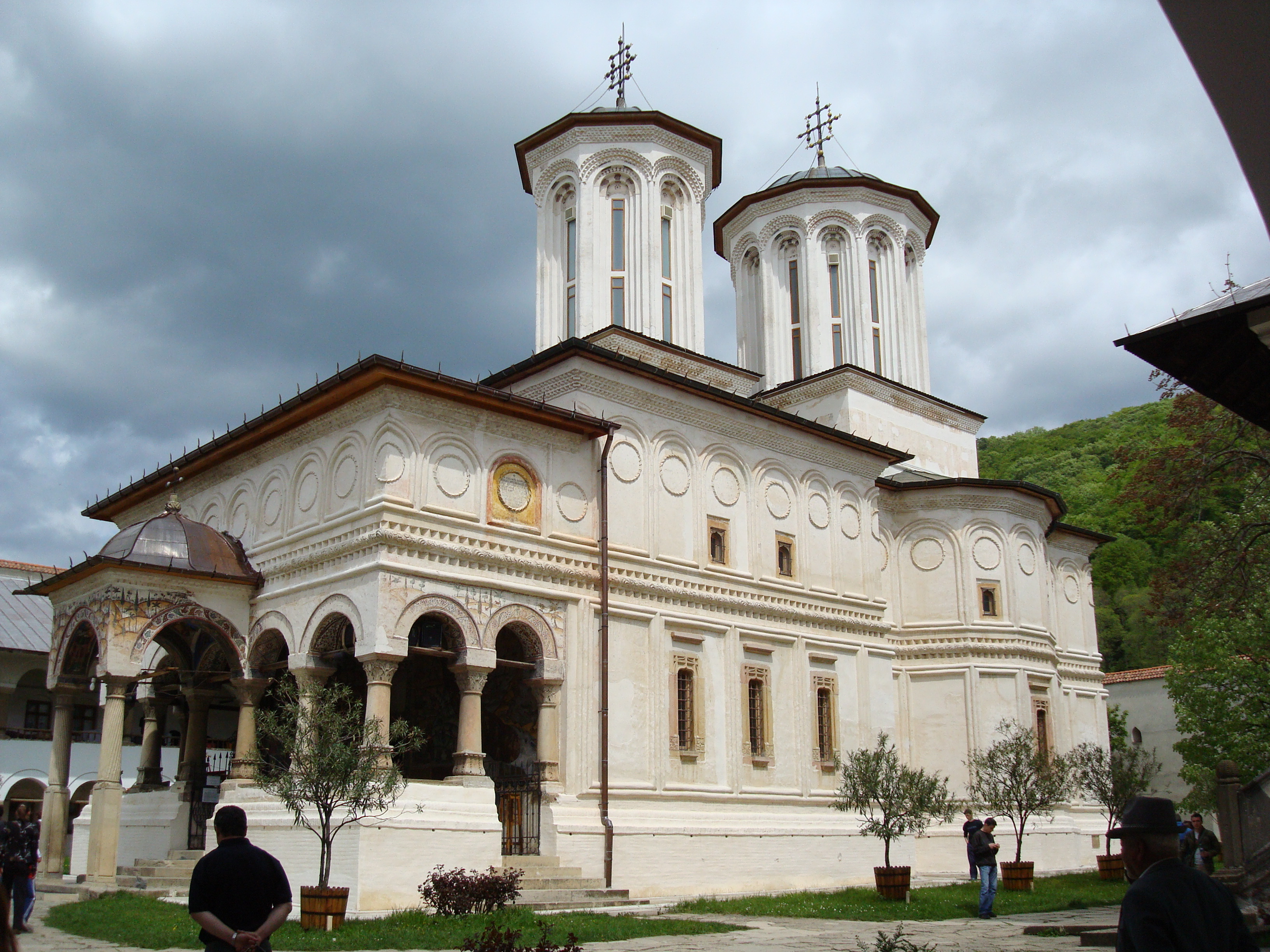
Roménia - Mosteiro de Horezu

- Aldeias com Igrejas Fortificadas da Transilvânia (1993, 1999)
- Centro Histórico de Sighişoara (1999)
- Igrejas de Madeira de Maramureş (1999)
- Fortalezas Dácias nos Montes Orastie (1999)

## Rússia

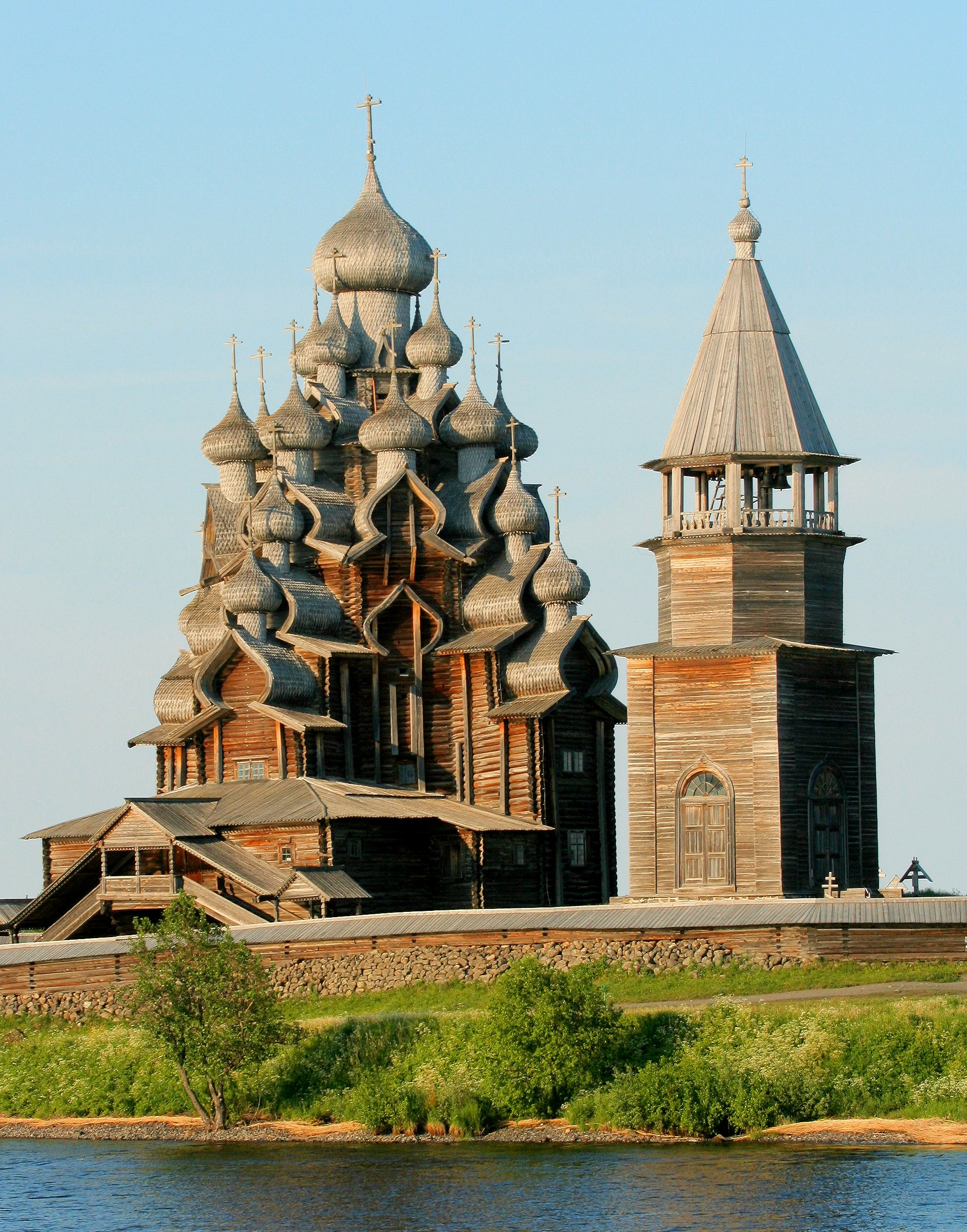
Rússia - As Igrejas Patrimônio de Kizhi

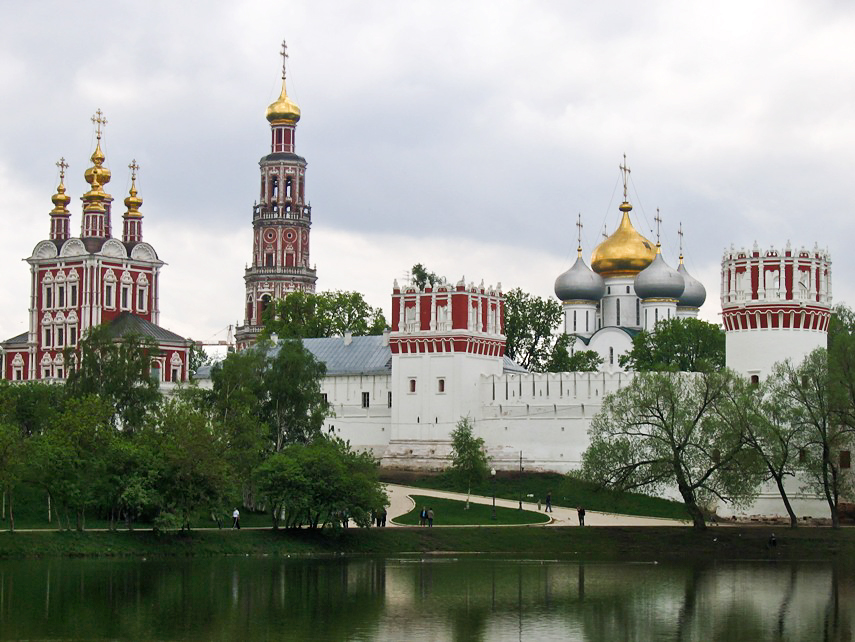
Rússia - Convento de Novodevichy

- Centro Histórico de São Petersburgo e Conjuntos Monumentais Relacionados (1990)
- Kizhi Pogost (1990)
- Kremlin e Praça Vermelha, Moscovo (1990)
- Conjunto Histórico, Cultural e Natural das Ilhas Solovetsky (1992)
- Monumentos de Vladimir e de Suzdal (1992)
- Monumentos Históricos de Novgorod e Arredores (1992)
- Conjunto Arquitectónico e Monástico da Trindade-São Sérgio em Sergiev Posad (1993)
- Igreja da Ascensão em Kolomenskoye (1994)
- Florestas Virgens de Komi (1995)
- Lago Baikal (1996)
- Vulcões de Kamchatka (1996, 2001)
- Montanhas Douradas do Altai (1998)
- Cáucaso Ocidental (1999)
- Conjunto do Mosteiro de Ferapontov (2000)
- Complexo Arquitectónico e Histórico do Kremlin de Kazan (2000)
- Istmo da Curlândia (2000) (sítio transfronteiriço com a Lituânia)
- Sijote-Alín Central (2001)
- Bacia do Uvs Nuur (2003) (sítio transfronteiriço com a Mongólia)
- Cidadela, Cidade Antiga e Fortaleza de Derbent (2003)
- Conjunto Monástico de Novodevichy(2004)
- Sistema Natural da Reserva da Ilha de Wrangel (2004)
- Arco Geodésico de Struve (2005) (sítio internacional em dez países)
- Centro Histórico da Cidade de Yaroslavl (2005)
- Planalto Putorana (2010)
- Parque Natural dos Pilares do Lena (2012)
- Complexo Arqueológico e Cultural de Bolgar (2014)
- Catedral e Mosteiro da Assunção da cidade-ilha de Sviyazhsk (2017)
- Paisagens de Dauria (2017)
- Igrejas da Escola de Arquitetura de Pskov (2019)

## San Marino
- Centro Histórico de San Marino e Monte Titano (2008)

## Sérvia
- Antiga Ras e Sopoćani (1979)
- Mosteiro de Studenica (1986)
- Monumentos Medievais do Kosovo (2004, 2006)
- Gamzigrad-Romuliana, Palácio de Galério (2007)
- Cemitério de tumbas medievais Stécci (2016) (sítio internacional em 4 países)

## Suécia

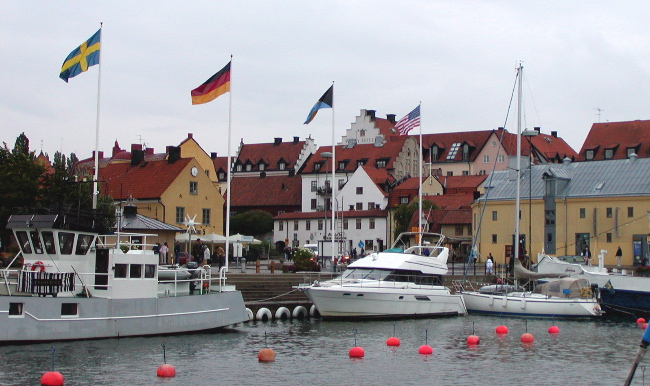
Suécia - Cidade Hanseática de Visby

- Domínio Real de Drottningholm (1991)
- Birka e Hovgården (1993)
- Forjas de Engelsberga (1993)
- Gravuras Rupestres de Tanum (1994)
- Skogskyrkogården (1994)
- Cidade Hanseática de Visby (1995)
- Aldeia paroquial de Gammelstad, Luleå (1996)
- Região da Lapónia (1996)
- Porto Naval de Karlskrona (1998)
- Costa Alta e Arquipélago Kvarken (2000, 2006) (sítio transfronteiriço com a Finlândia)
- Paisagem Agrícola do Sul da Olândia (2000)
- Área Mineira da Grande Montanha de Cobre em Falun (2001)
- Estação de Rádio de Varberg (2004)
- Arco Geodésico de Struve (2005) (sítio internacional em dez países)
- Fazendas decoradas da Helsíngia (2012)

## Suíça

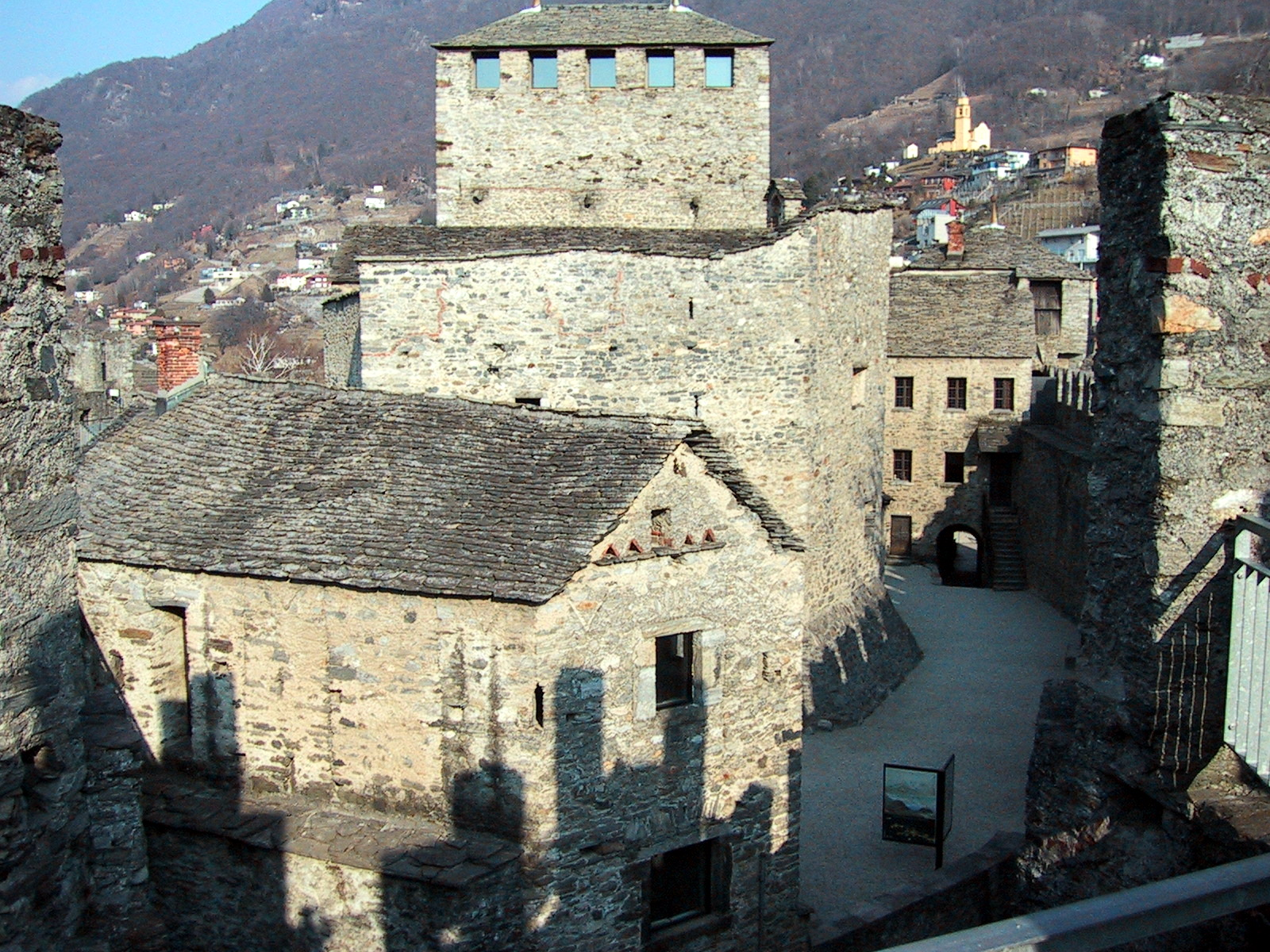
Suíça - Castelo de Montebello

- Convento Beneditino de São João em Müstair (1983)
- Convento de São Galo (1983)
- Cidade Antiga de Berna (1983)
- Três Castelos, Muralhas e Defesas do Burgo de Bellinzona (2000)
- Jungfrau-Aletsch-Bietschhorn (2001)(2007)
- Monte San Giorgio (2003)
- Lavaux, Vinhas em socalcos junto ao Lago Lemano (2007)
- Caminho-de-ferro Récio na Paisagem da Albula e da Bernina (2008) (sítio transfronteiriço com a Itália)
- Alto Lugar Tectónico Suíço Sardona (2008)
- La Chaux-de-Fonds/Le Locle, Urbanismo relojoeiro (2009)
- Sítios palafíticos pré-históricos em redor dos Alpes (2011) (sítio internacional em 6 países)
- O Trabalho Arquitetônico de Le Corbusier, uma Contribuição Impressionante para o Movimento Moderno (2016)  (sítio internacional em sete países)

## Turquia

Turquia - Santa Sofia

- Grande Mesquita e Hospital de Divrigi (1985)
- Parque Nacional de Göreme e Sítios Rupestres da Capadócia (1985)
- Zonas Históricas de Istambul (1985)
- Hatusa (1986)
- Monte Ninrode (1987)
- Xanthos-Letoon (1988)
- Pamukkale (1988)
- Cidade de Safranbolu (1994)
- Sítio Arqueológico de Troia (1998)
- Complexo da Mesquita de Selim em Edirne (2011)
- Çatalhüyük (2012)
- Bursa e Cumalıkızık: o Nascimento do Império Otomano (2014)
- Pérgamo e sua Paisagem Multicultural (2014)
- Éfeso (2015)
- Paisagem cultural das muralhas de Diarbaquir e dos jardins de Hevsel (2015)
- Sítio Arqueológico de Ani (2016)
- Afrodísias (2017)
- Göbekli Tepe (2018)[9]

## Ucrânia
- Kiev: Catedral de Santa Sofia de Kiev, Conjunto de Edificações Monásticas e Monastério de Kiev-Petchersk (1990)
- Lviv: Conjunto do Centro Histórico (1998)
- Arco Geodésico de Struve (2005) (sítio internacional em dez países)
- Florestas Primárias de Faia dos Cárpatos (2007) (sítio transfronteiriço com a Eslováquia)
- Residência dos Metropolitas da Bucovina e da Dalmácia (2011)
- Cidade Antiga de Queroneso e sua Cora (2013)
- Tserkvas de madeira da região dos Cárpatos na Polônia e Ucrânia (2013)

## Vaticano
- Centro Histórico de Roma, Propriedades da Santa Sé e Basílica de São Paulo Extramuros (1980, 1990) (sítio transfronteiriço com a Itália)
- Cidade do Vaticano (1984)